# Bouquet de fleurs
 (indiquez la date de pose grâce au paramètre date).
Pour les articles homonymes, voir bouquet.

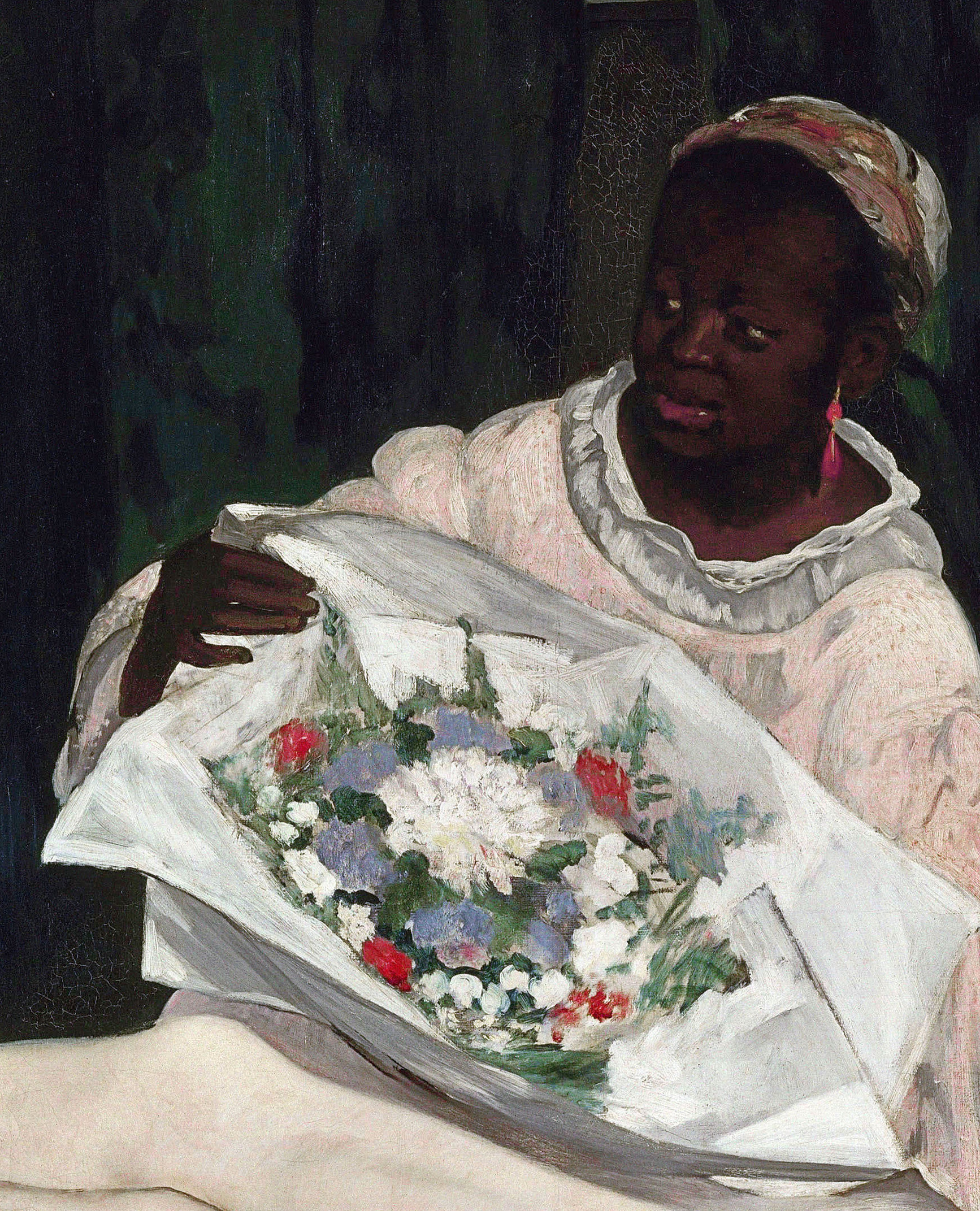
Bouquet de fleurs, détail de lOlympia, par Edouard Manet, 1863.

Un bouquet est un assemblage de fleurs coupées, feuilles et rameaux, réunis par leur tige et disposés de façon à composer une harmonie de formes, de couleurs, de parfums. Il est conçu pour être facilement transporté, ce qui le distingue des autres compositions florales. Il peut être de forme variée, par exemple rond, conique ou en gerbe, et adopter un style particulier, par exemple le bouquet champêtre ou structuré.
Le bouquet sert d'accessoire décoratif dans certaines circonstances, par exemple le bouquet de la mariée et les fleurs à la boutonnière, ou bien s'offre en cadeau. Il est proposé également comme décor d'intérieur, pour garnir un vase.

## Technique

### Formes

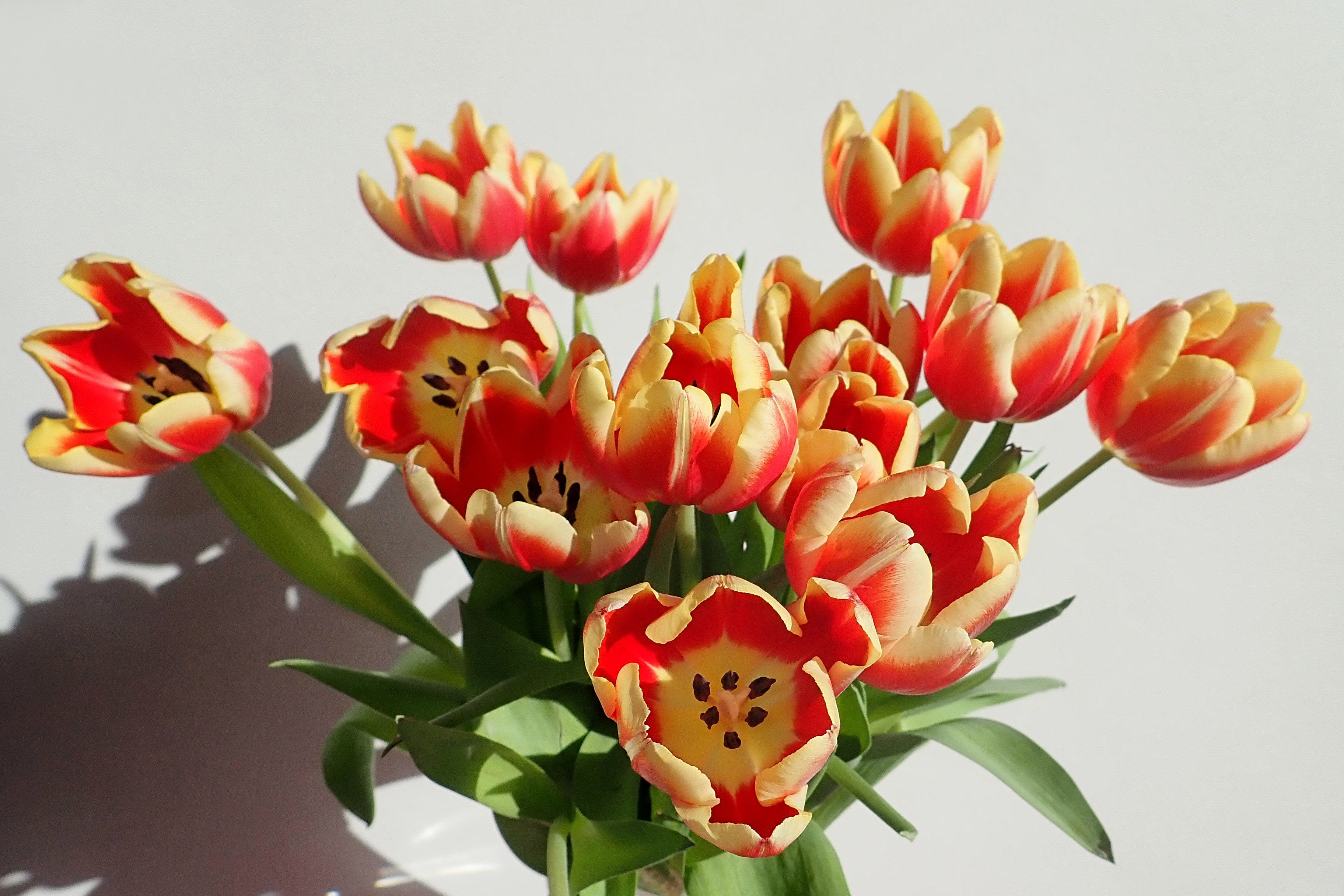
Bouquet flou
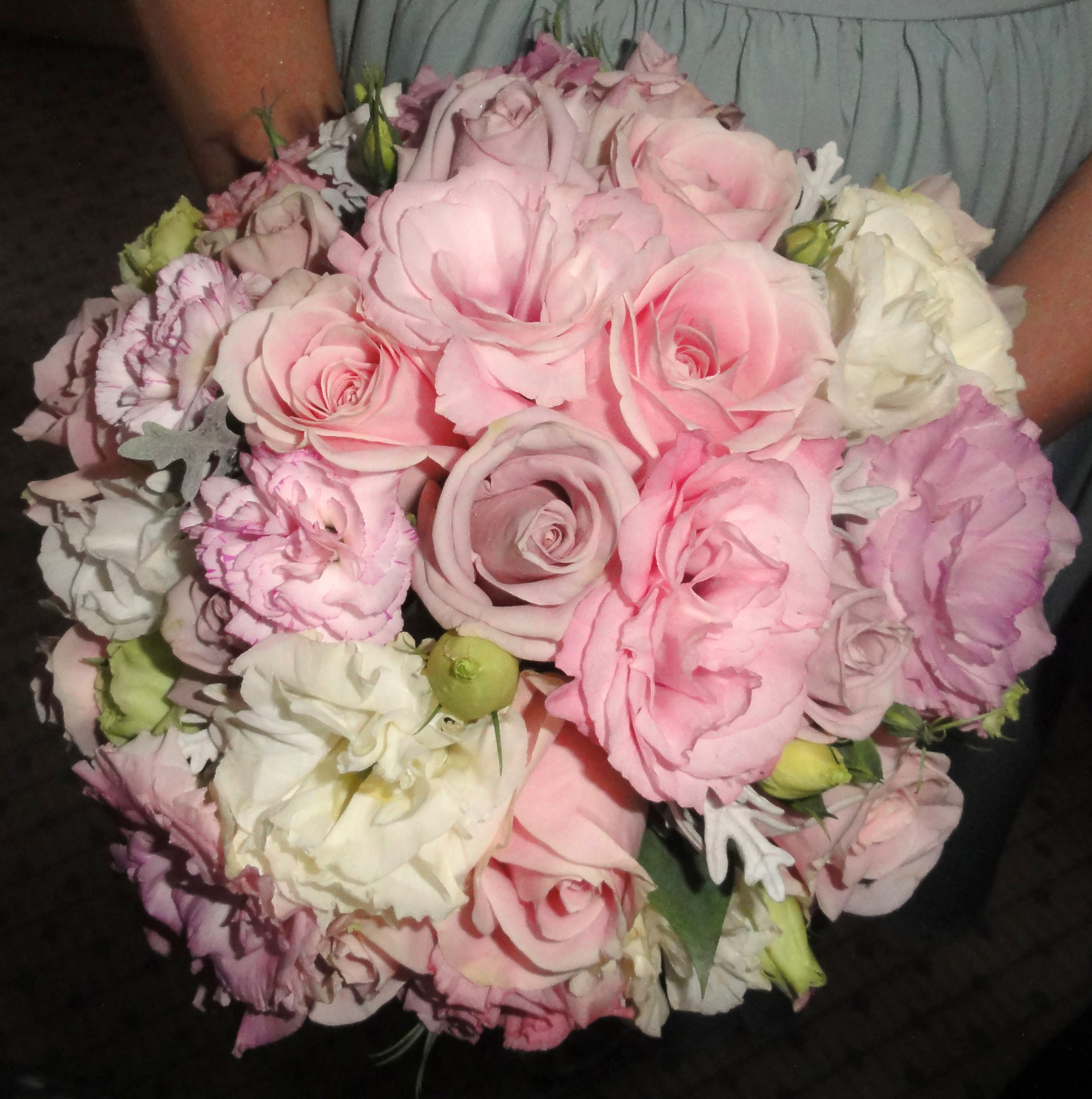
Bouquet rond
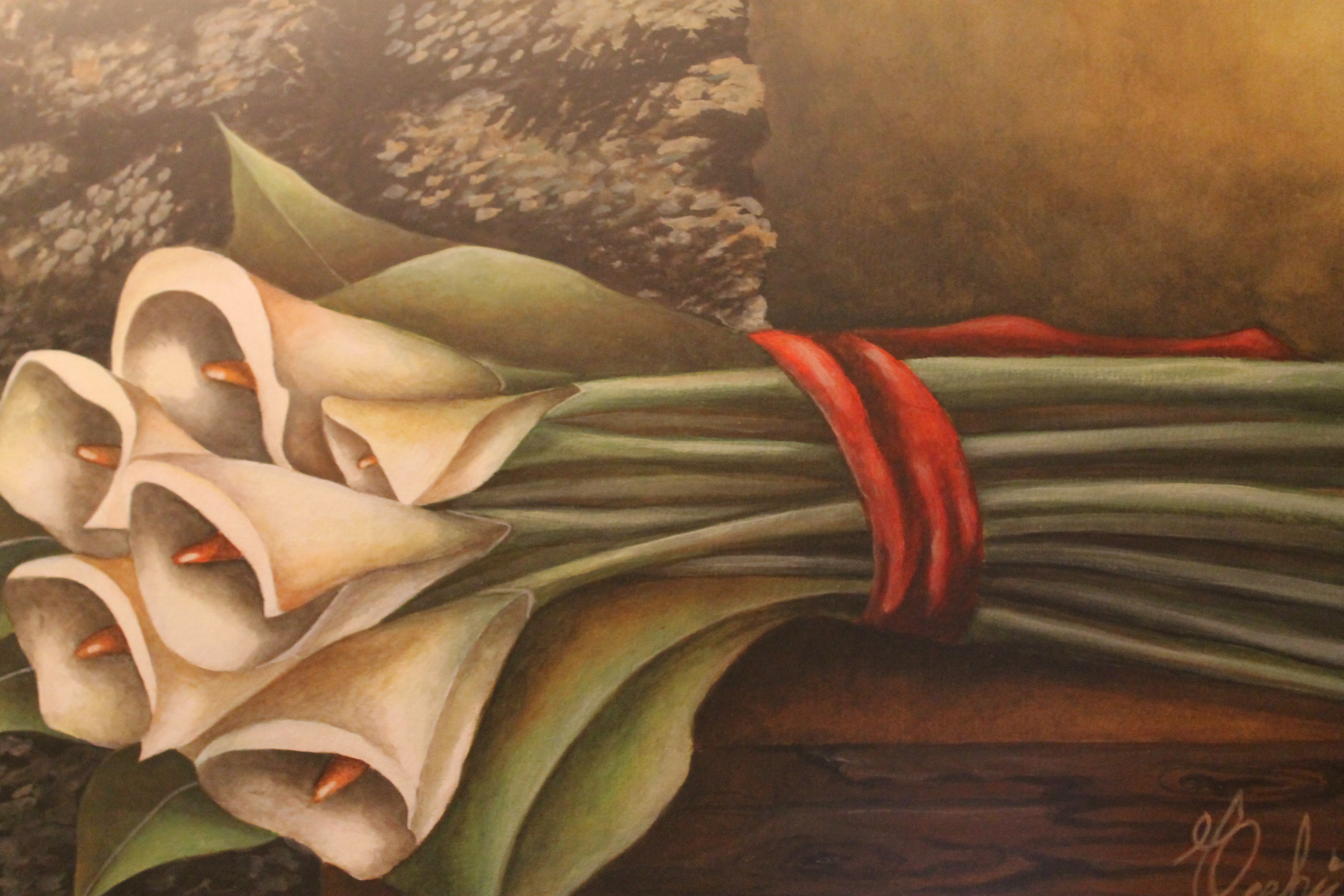
Bouquet long
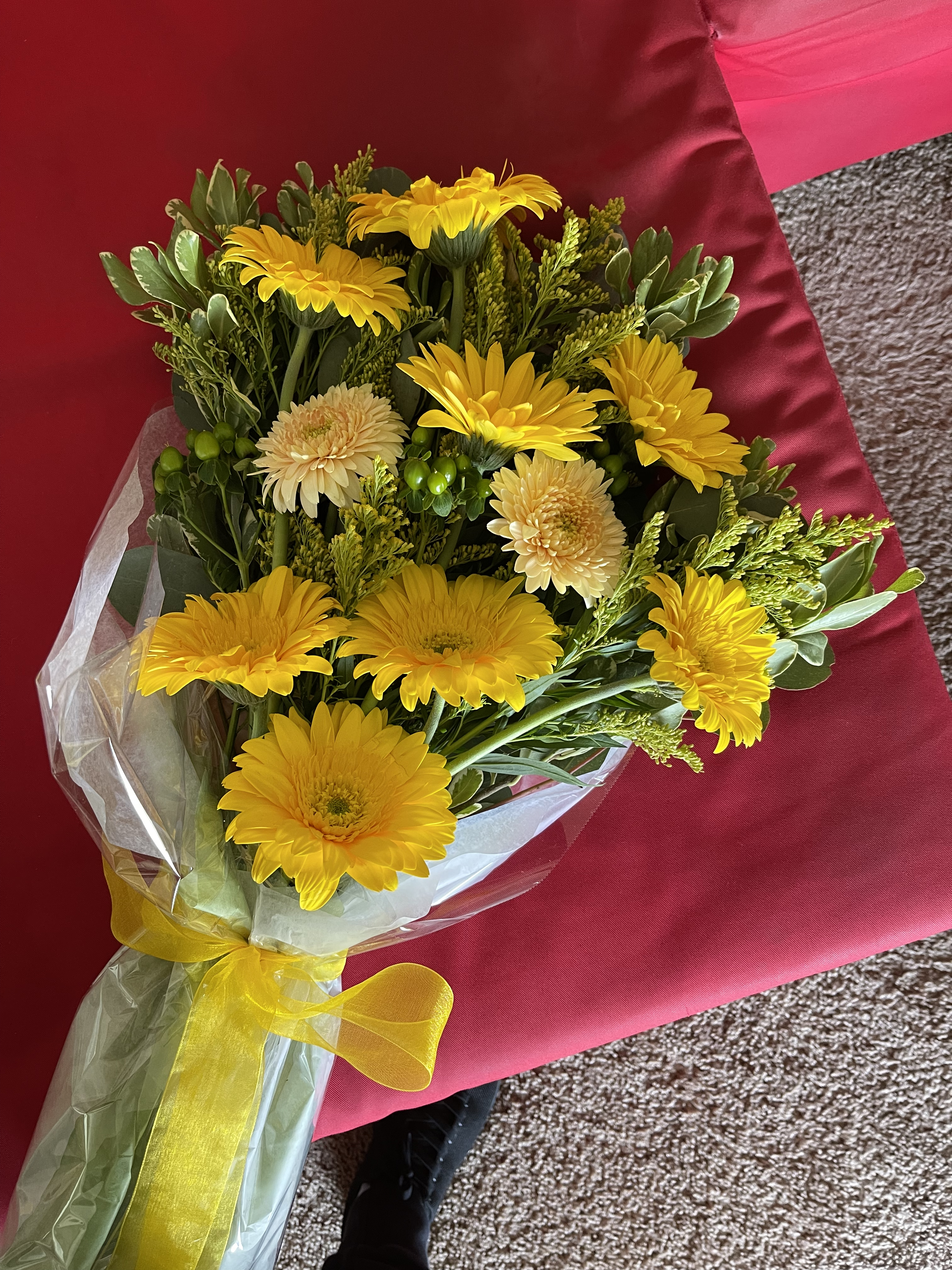
Gerbe
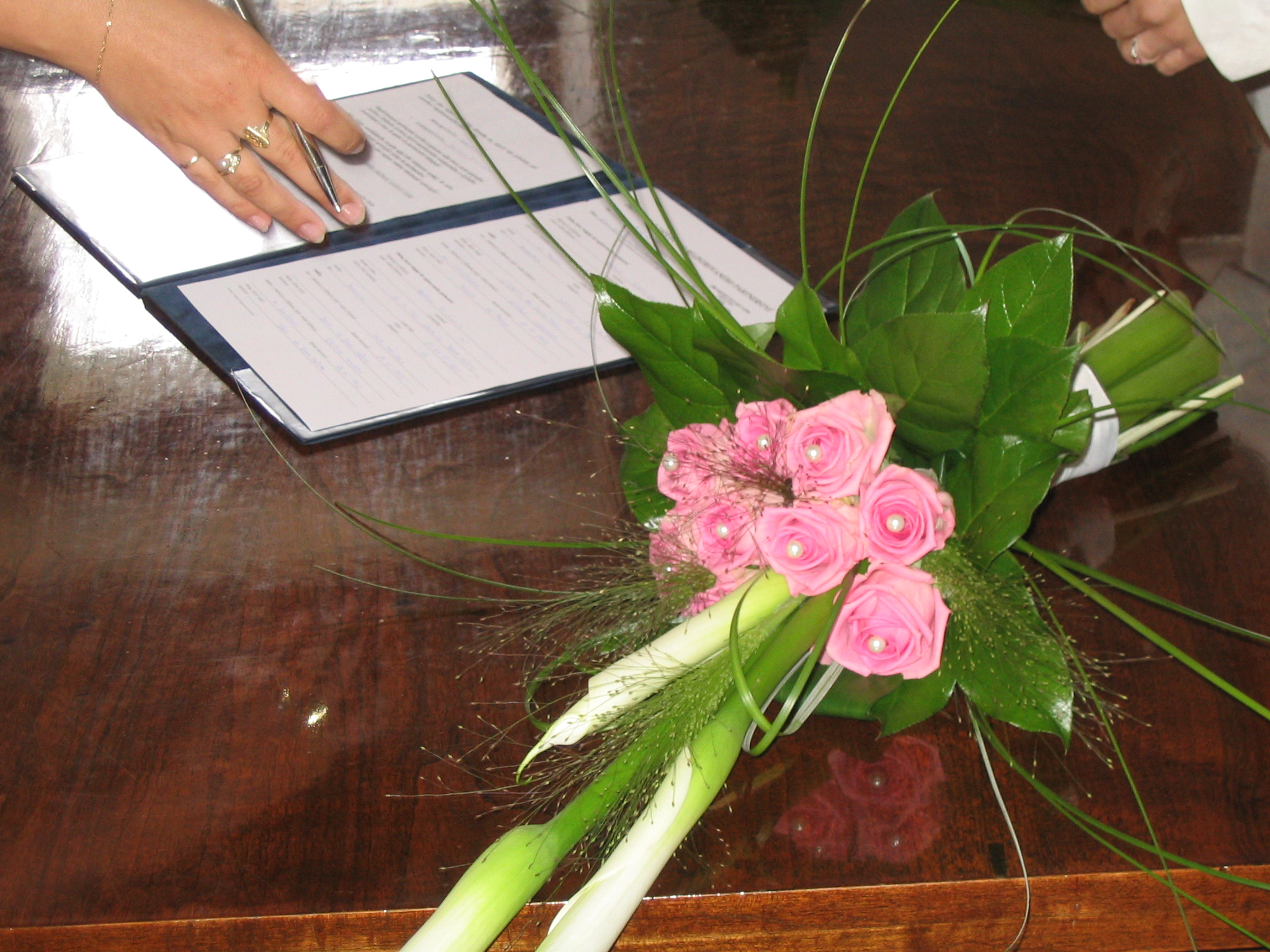
Bouquet linéaire, étagé
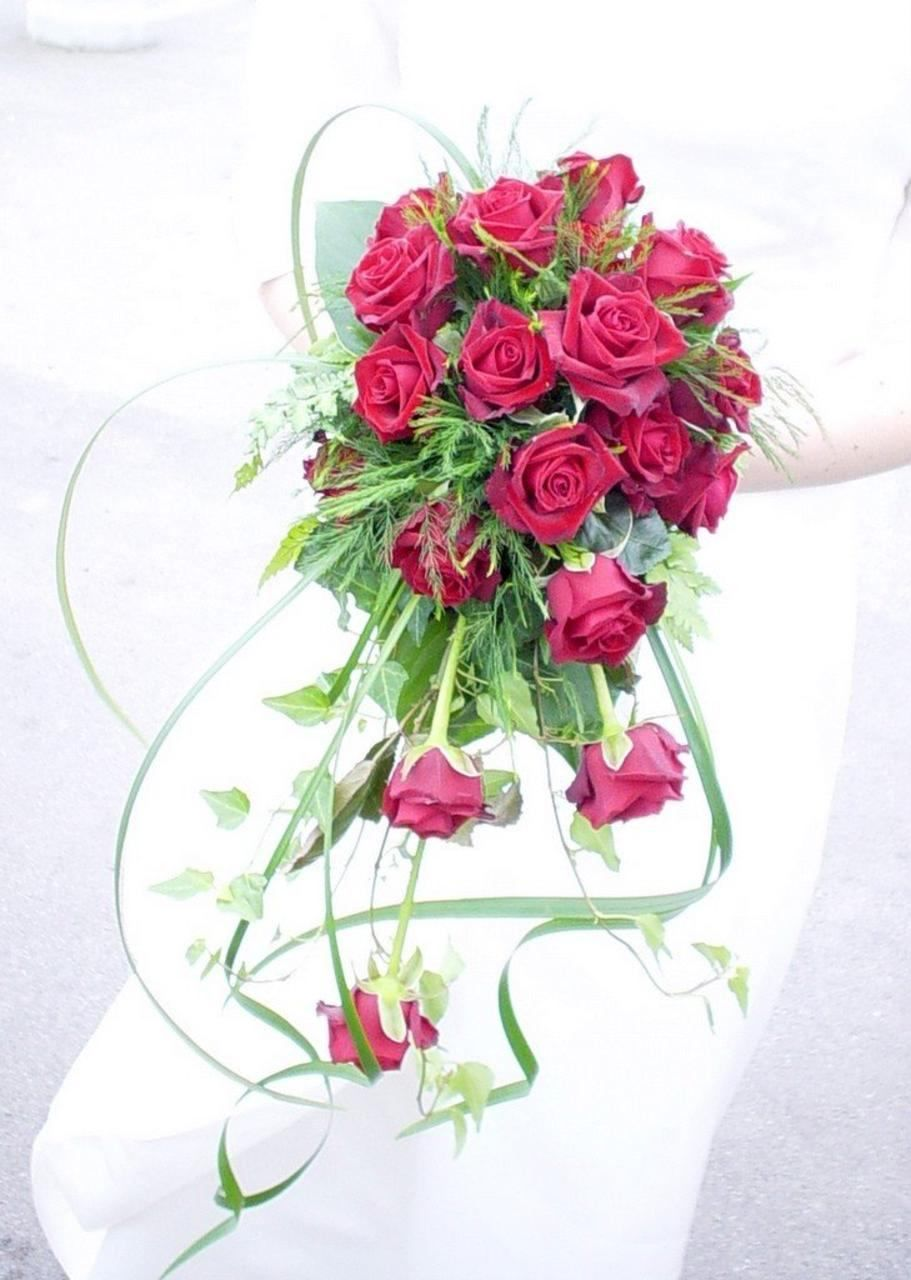
Bouquet en cascade, retombant
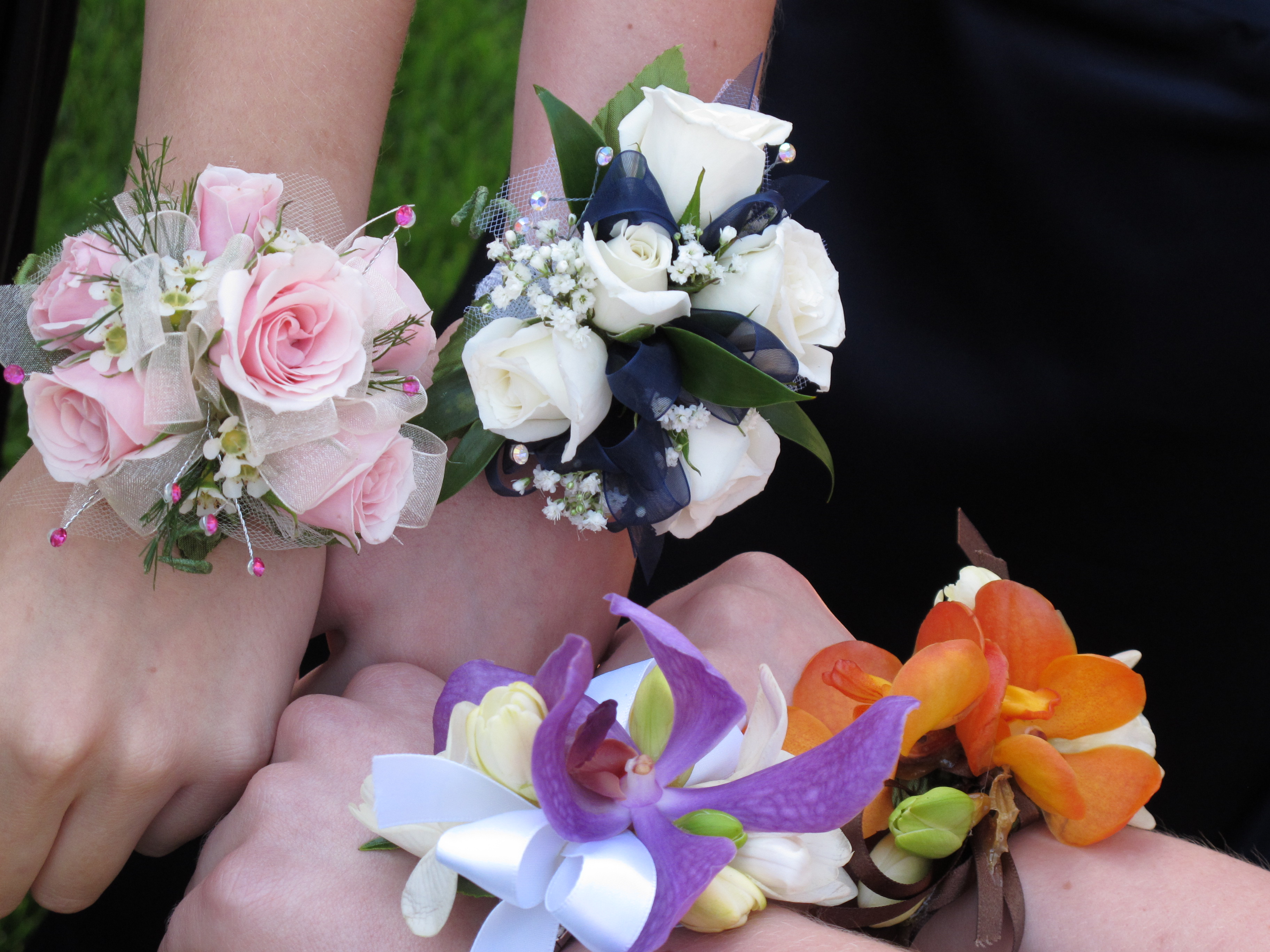
Bouquets de poignet ou de corsage
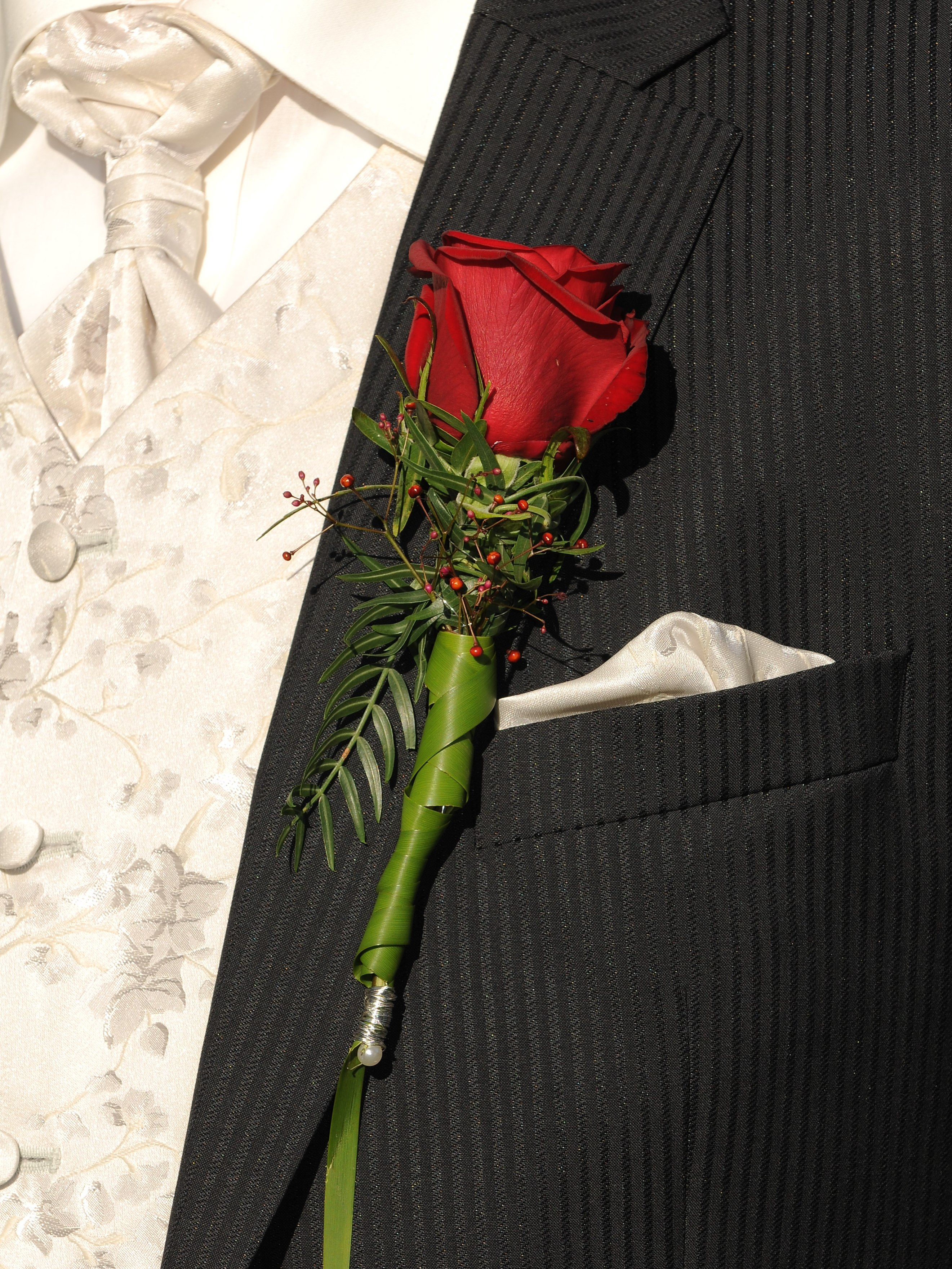
Boutonnière

### Présentation

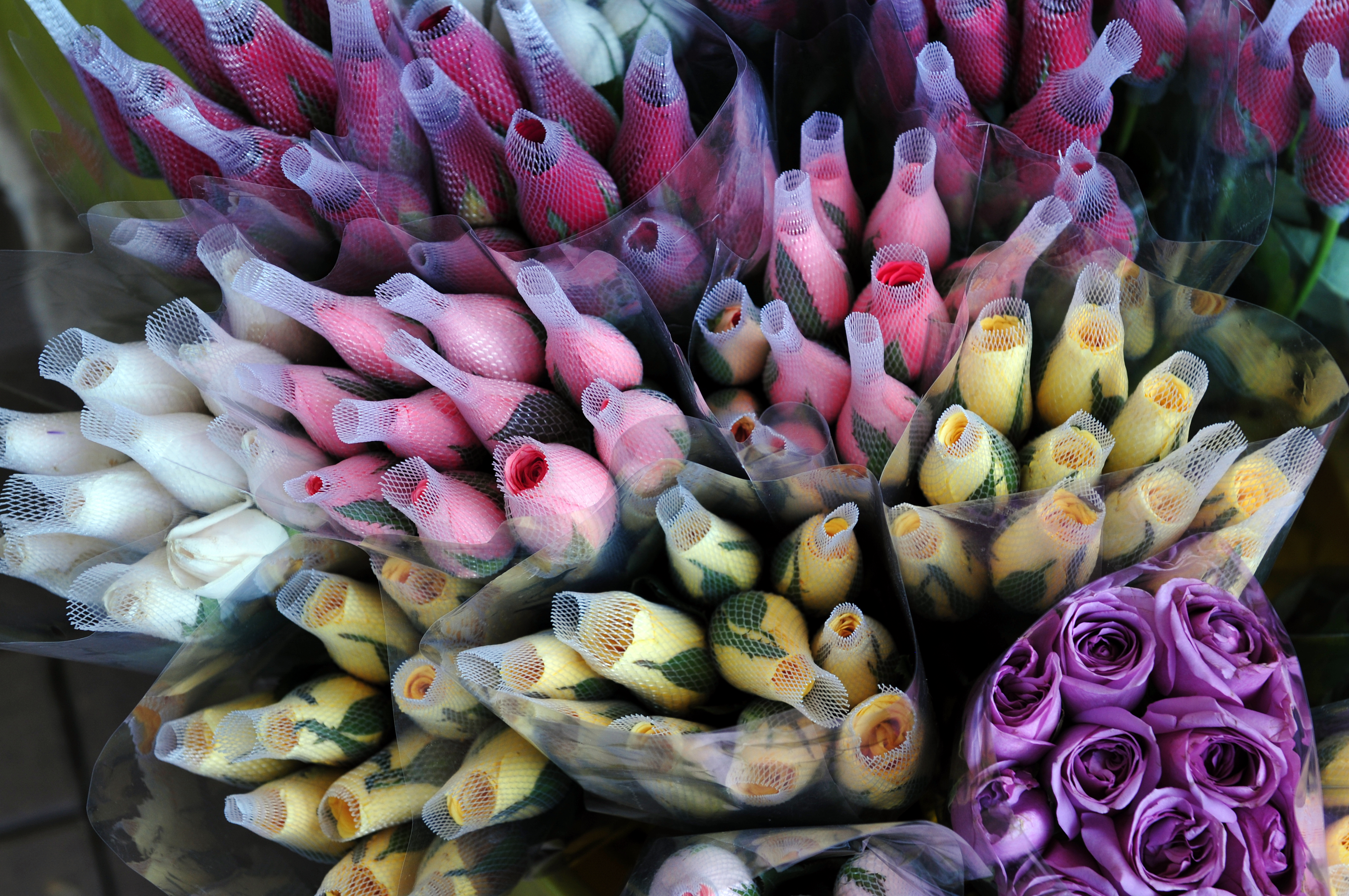
Bouquets de grossiste, à Hong-Kong
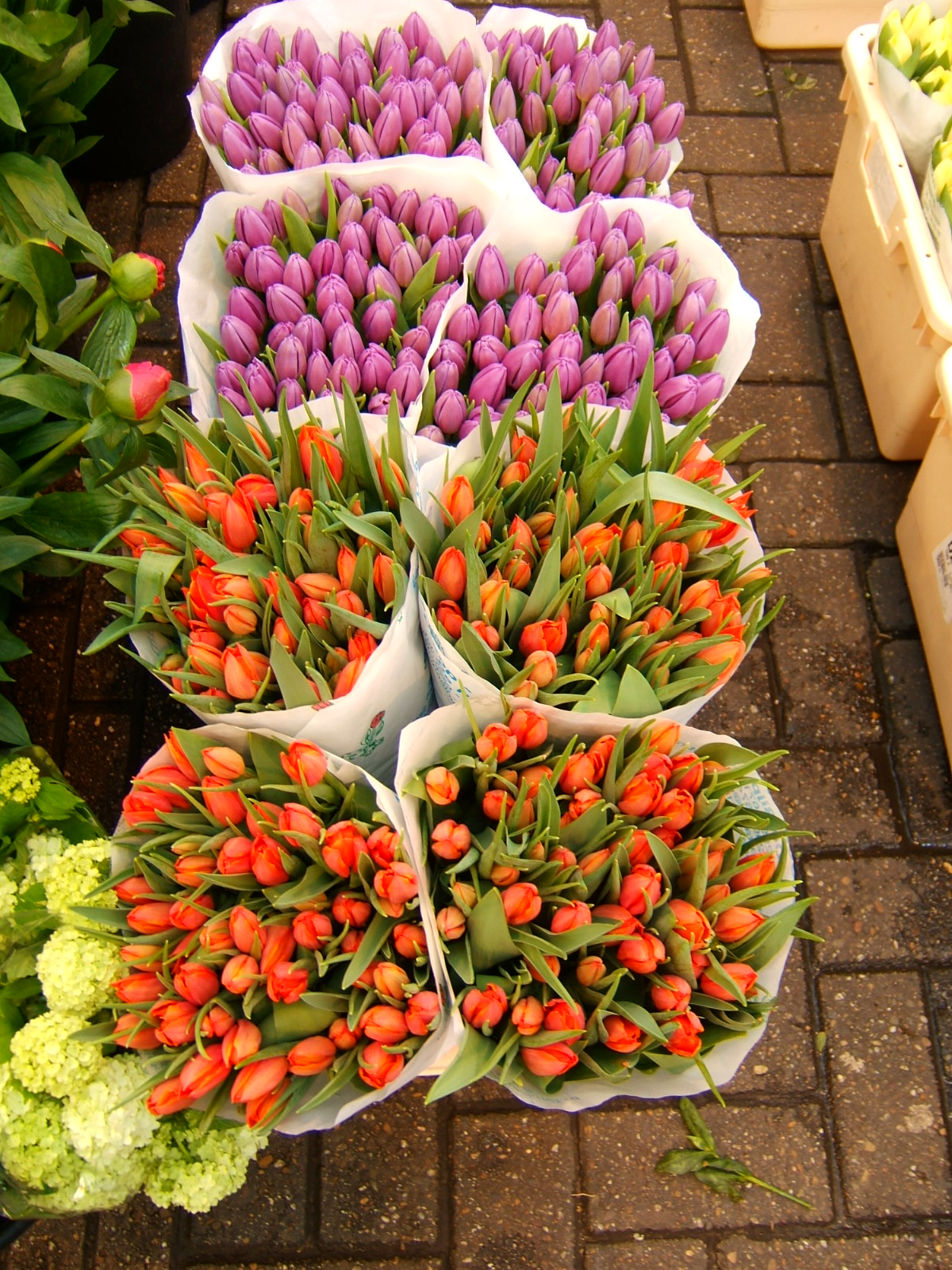
Bouquets en vrac chez le fleuriste
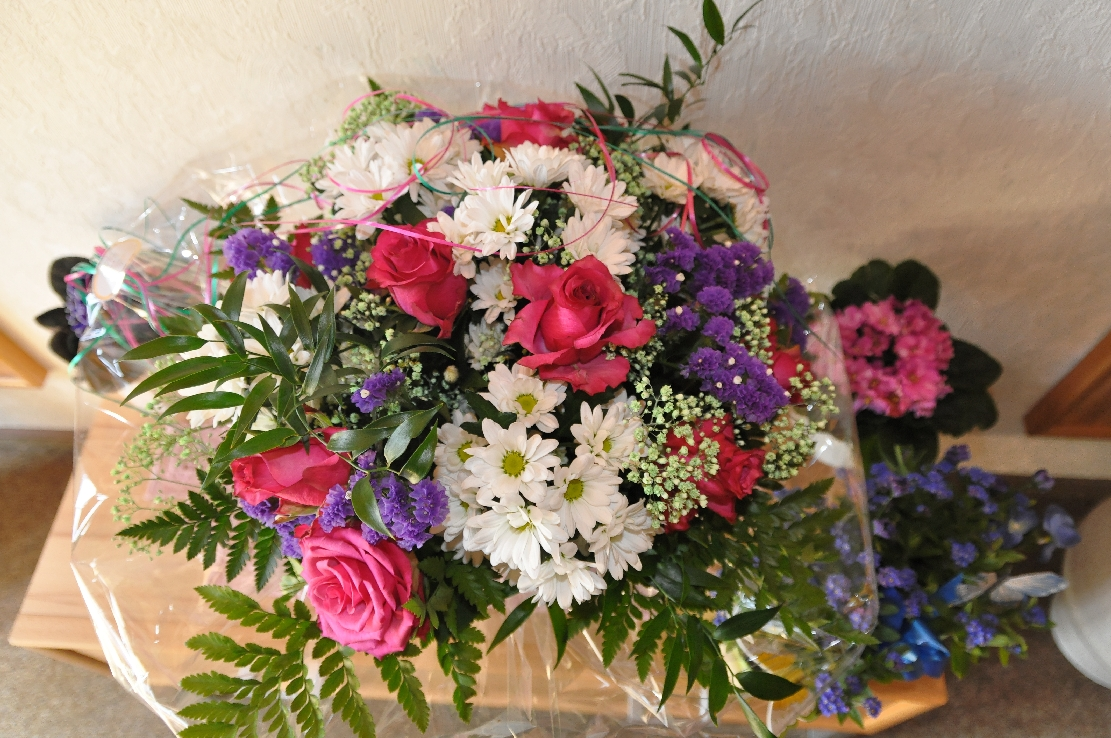
Bouquet dans son emballage cadeau
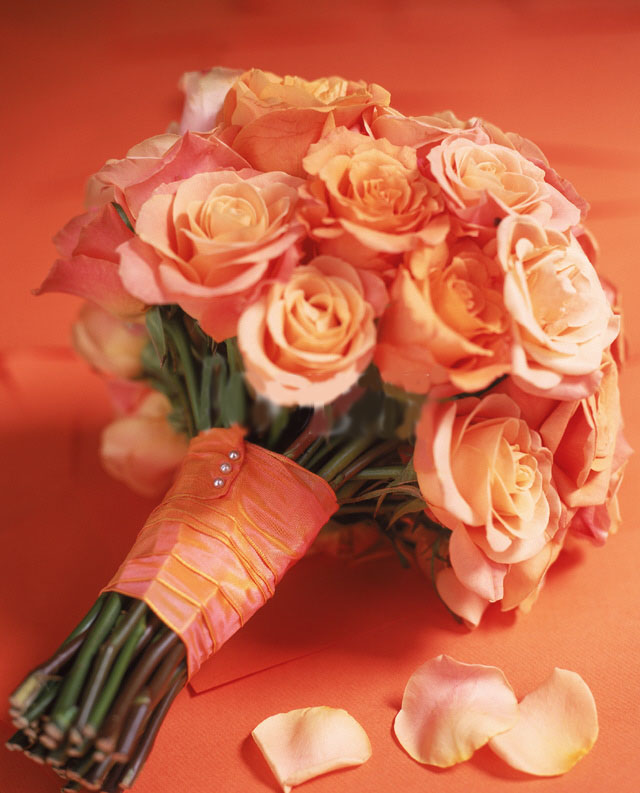
Bouquet de mariée
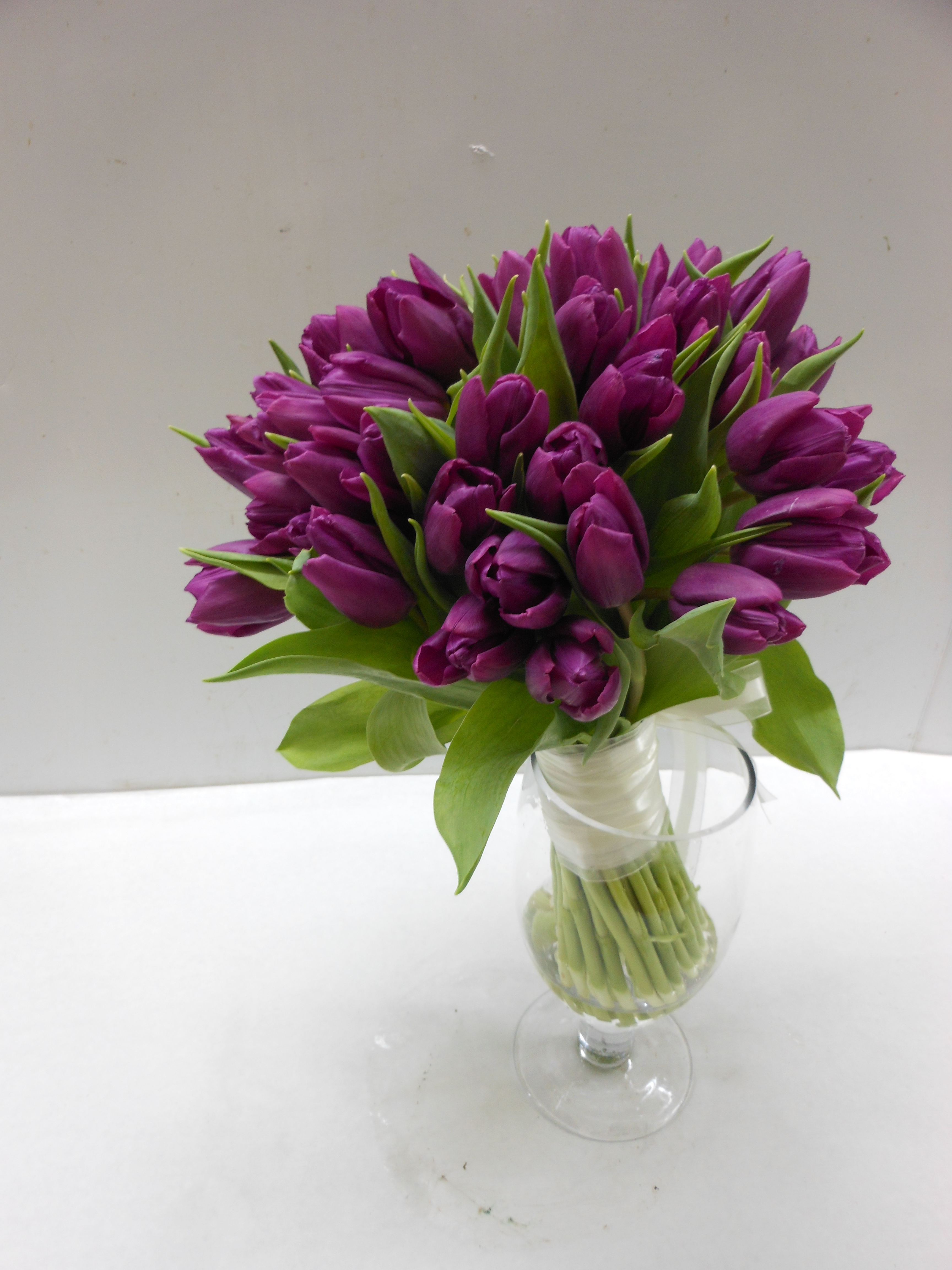
Bouquet conservé dans un vase d'eau

### Styles

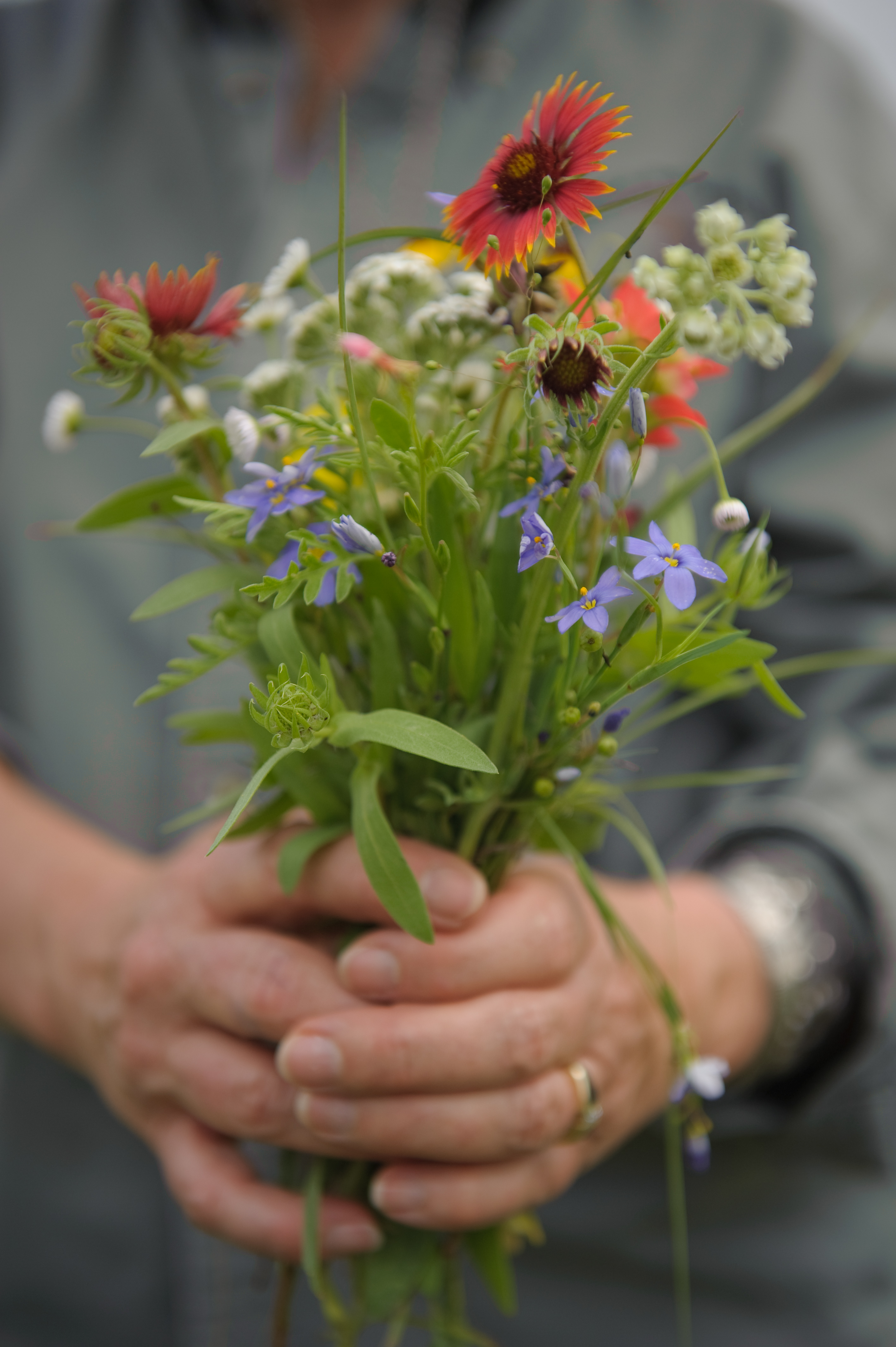
Bouquet champêtre (du Texas)
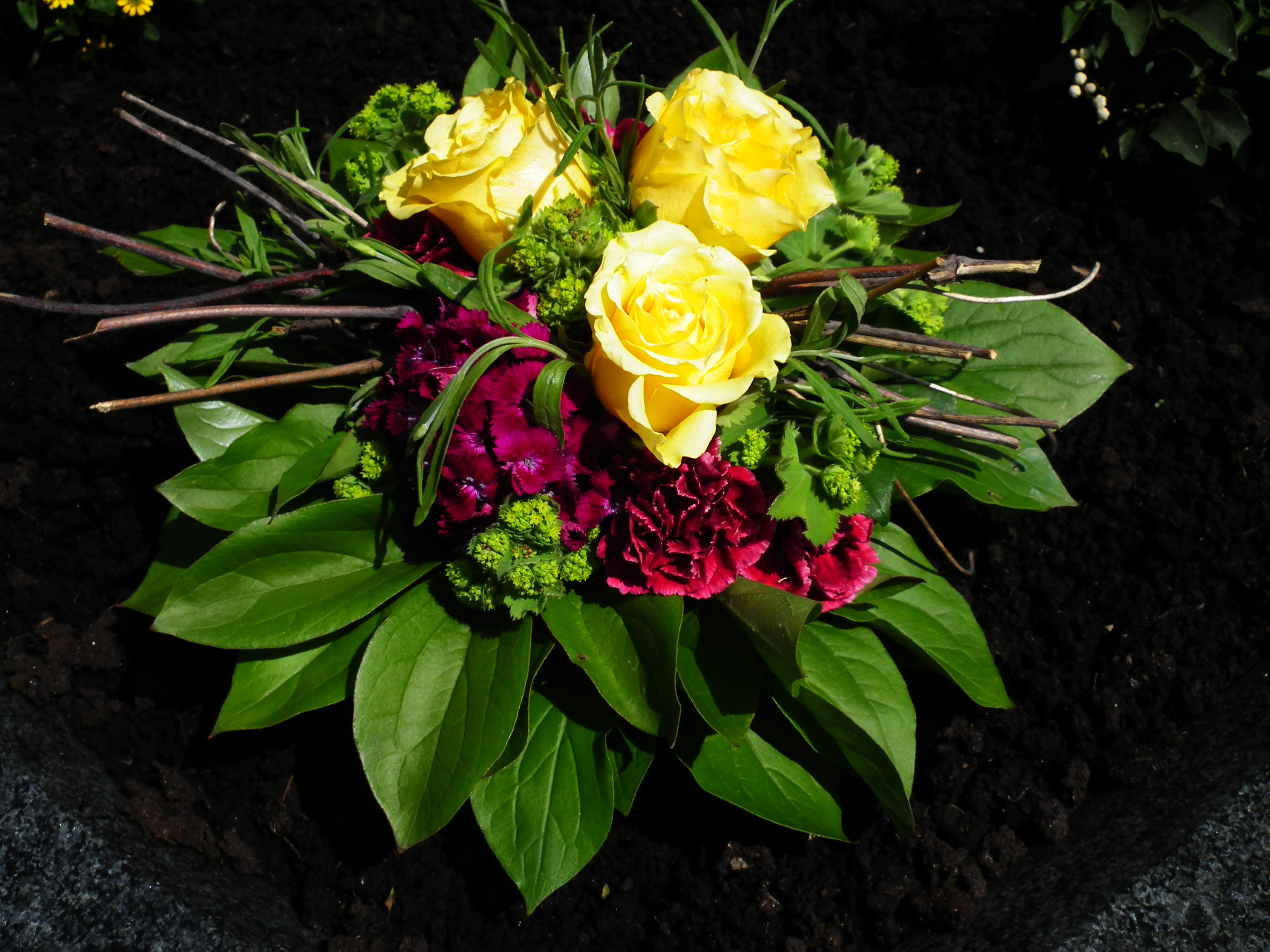
Bouquet structuré
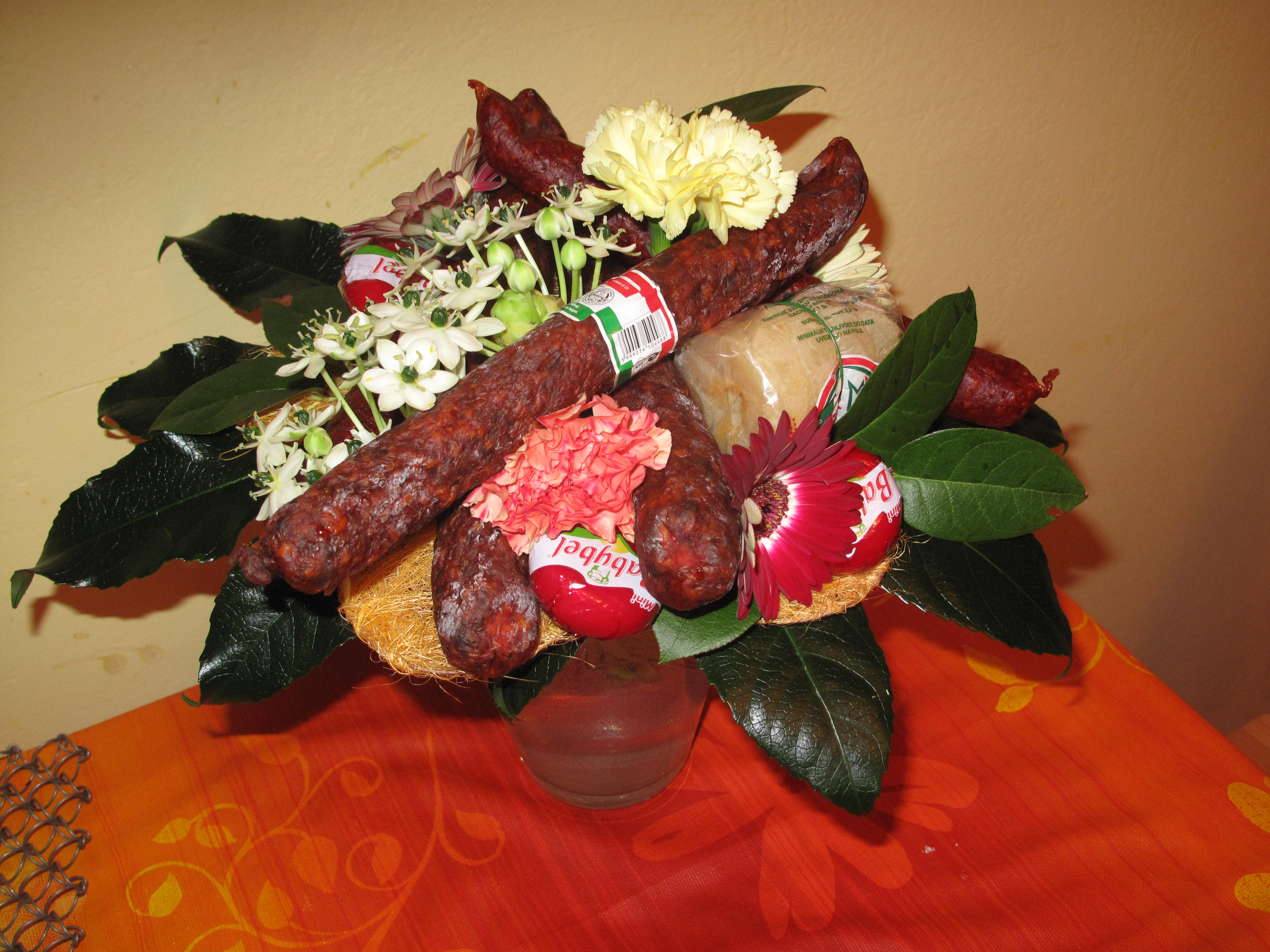
Bouquet fantaisie (ici avec des aliments)
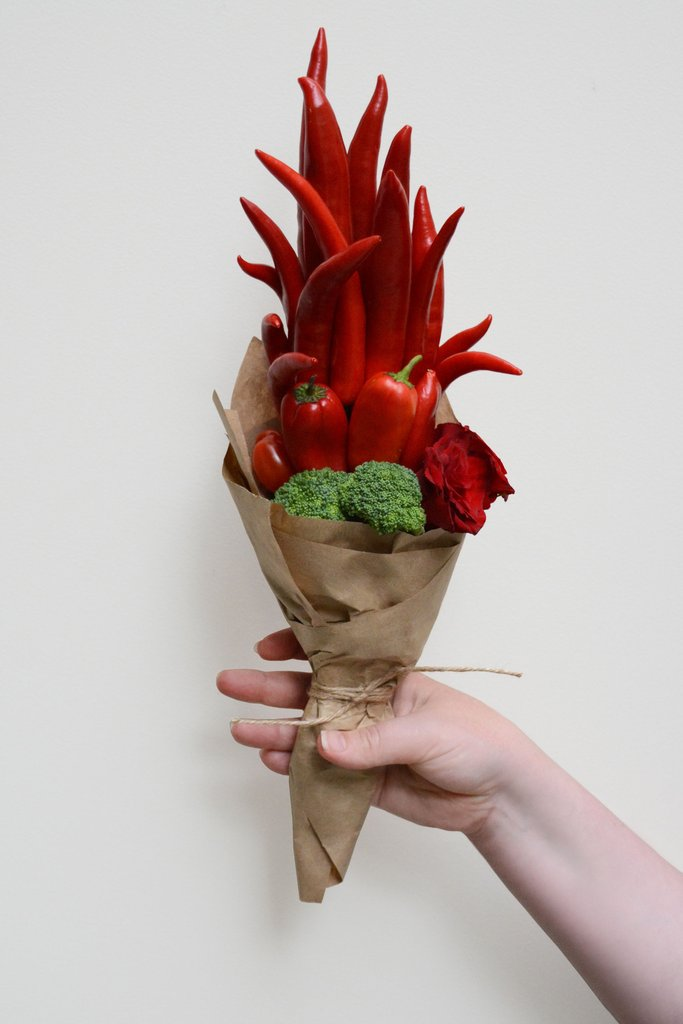
Bouquet contemporain (ici de légumes)
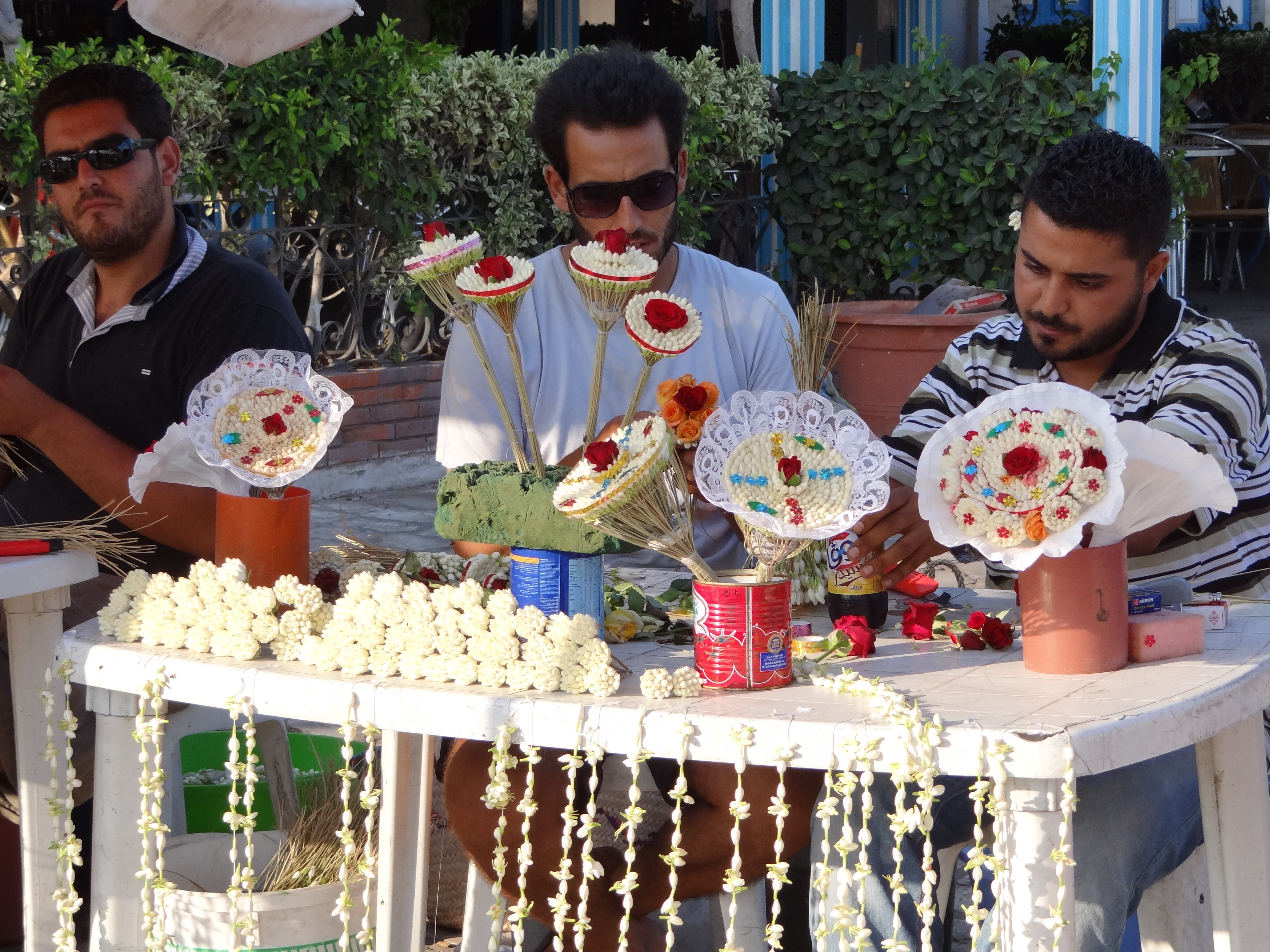
Machmoum, bouquet de jasmin parfumé, en Tunisie
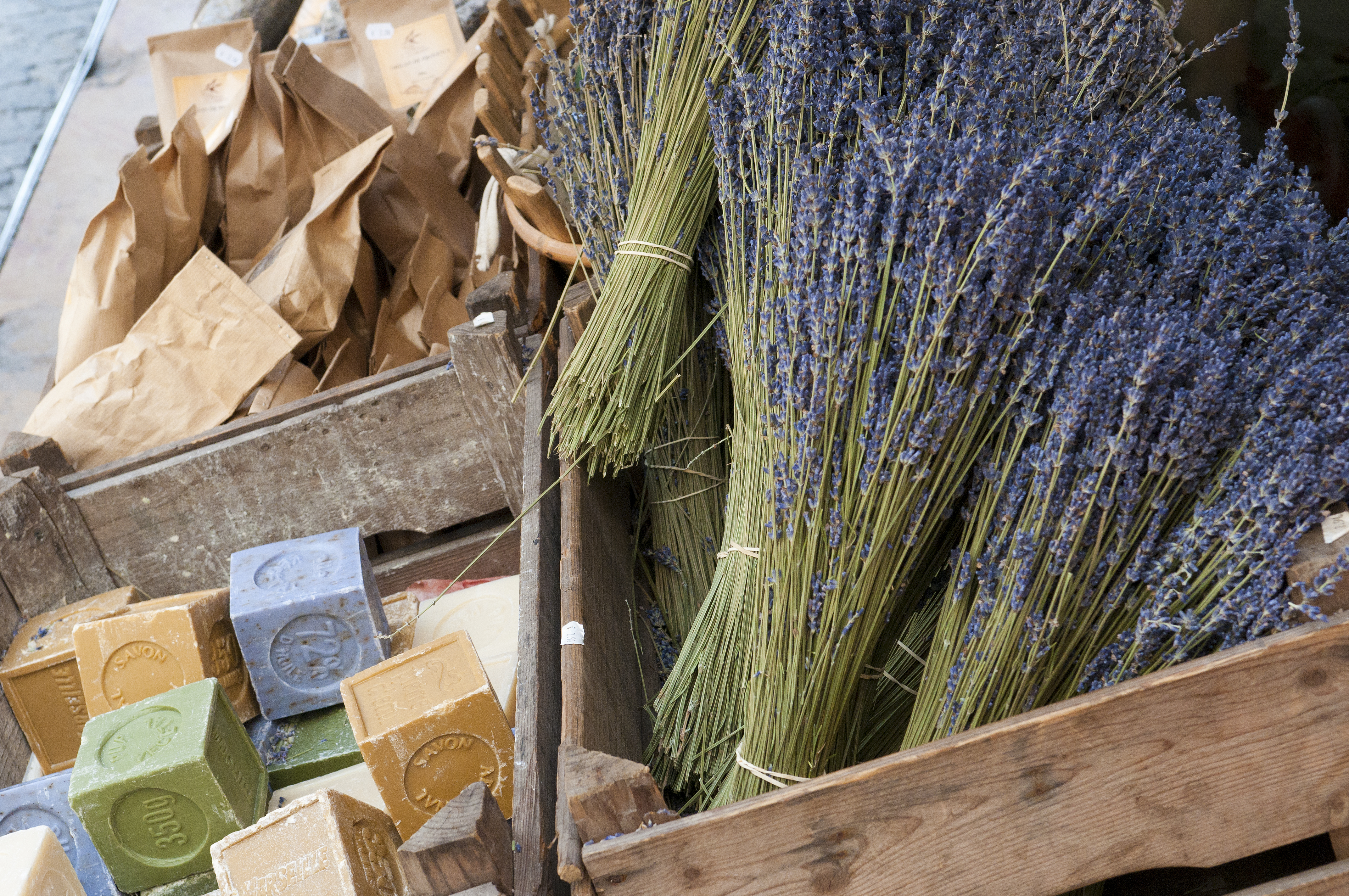
Bouquets de lavande arômatique
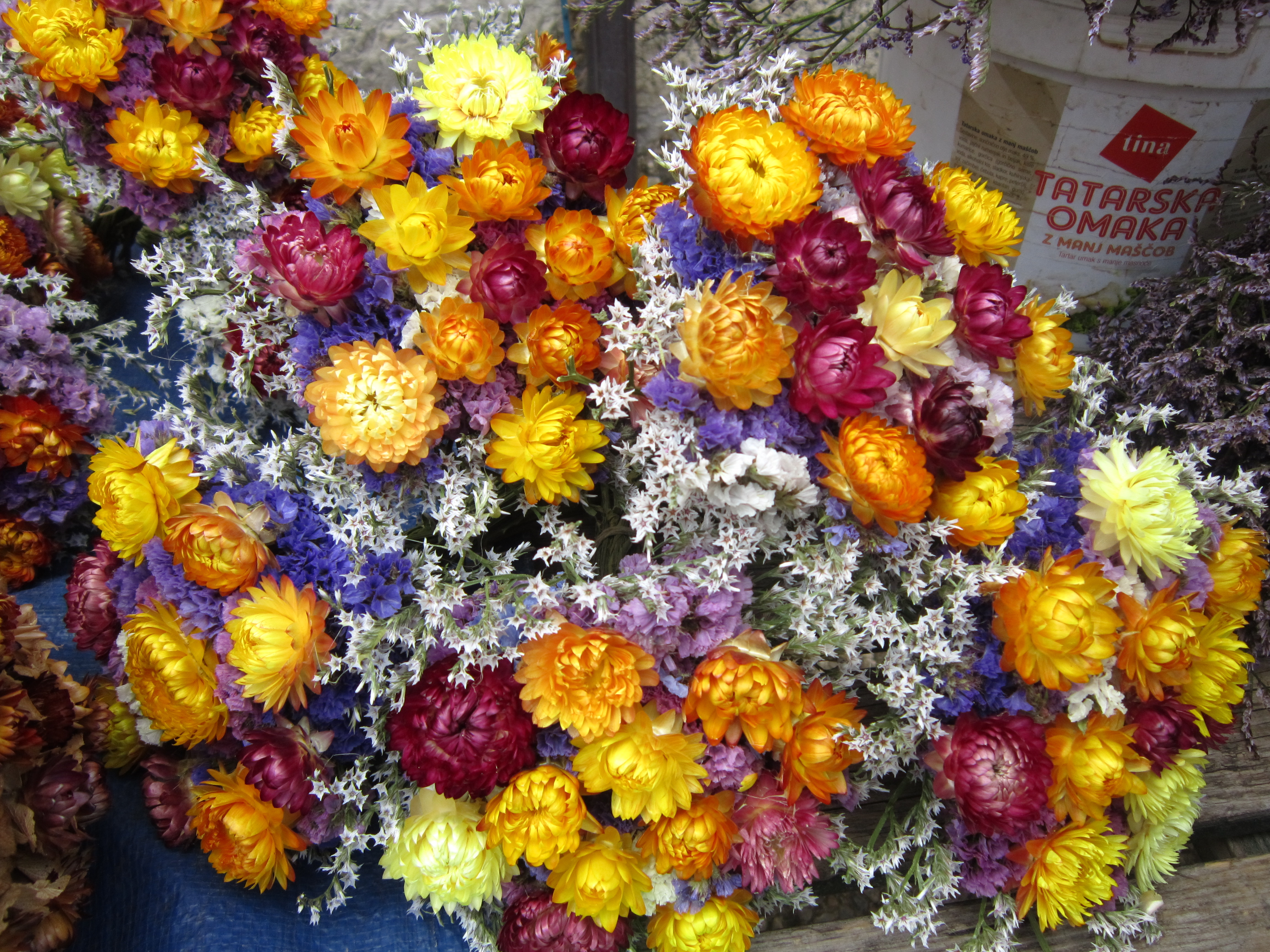
Bouquets secs
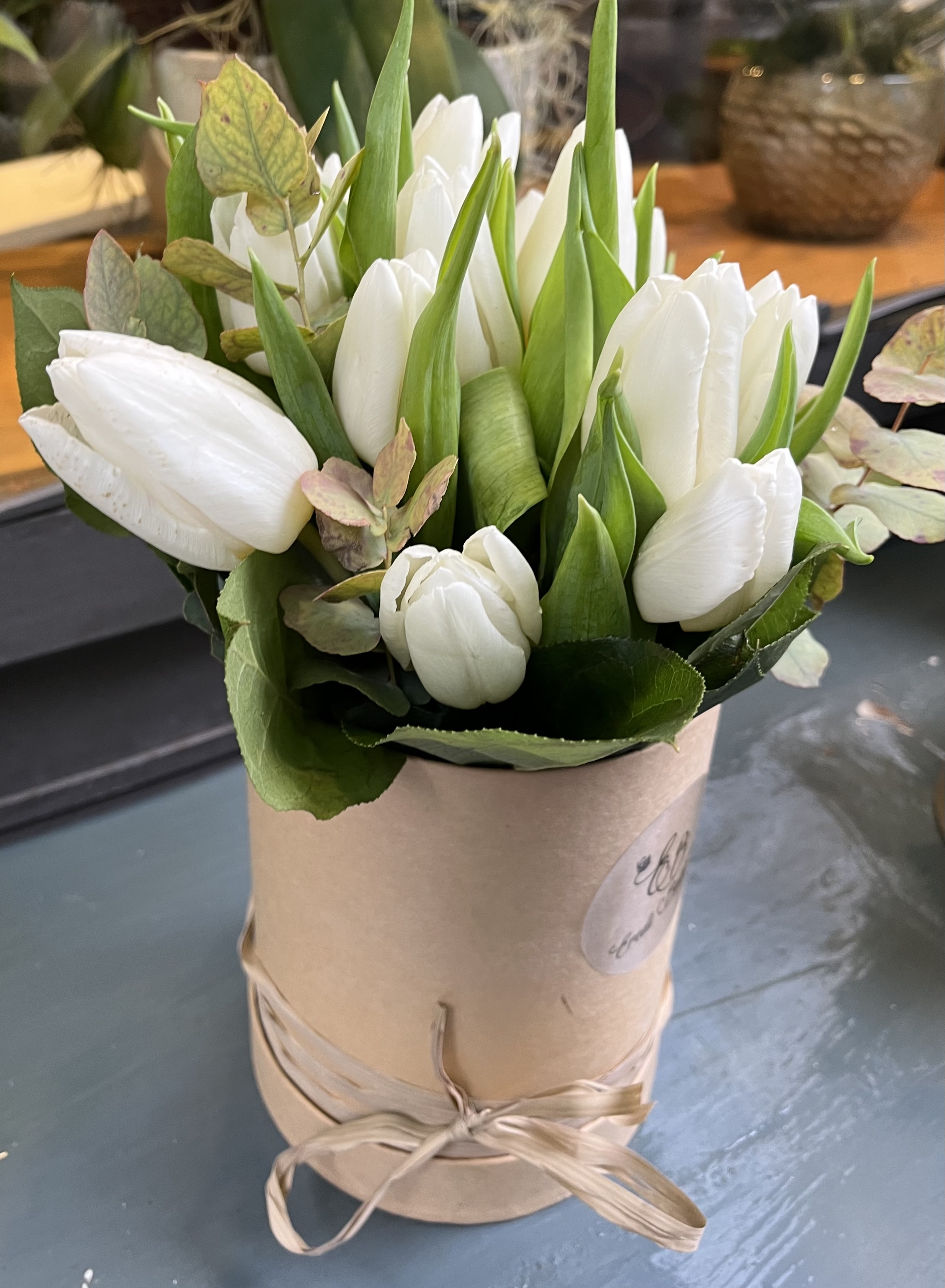
bouquet de tulipes blanches

## Aspects culturels

### Utilisation

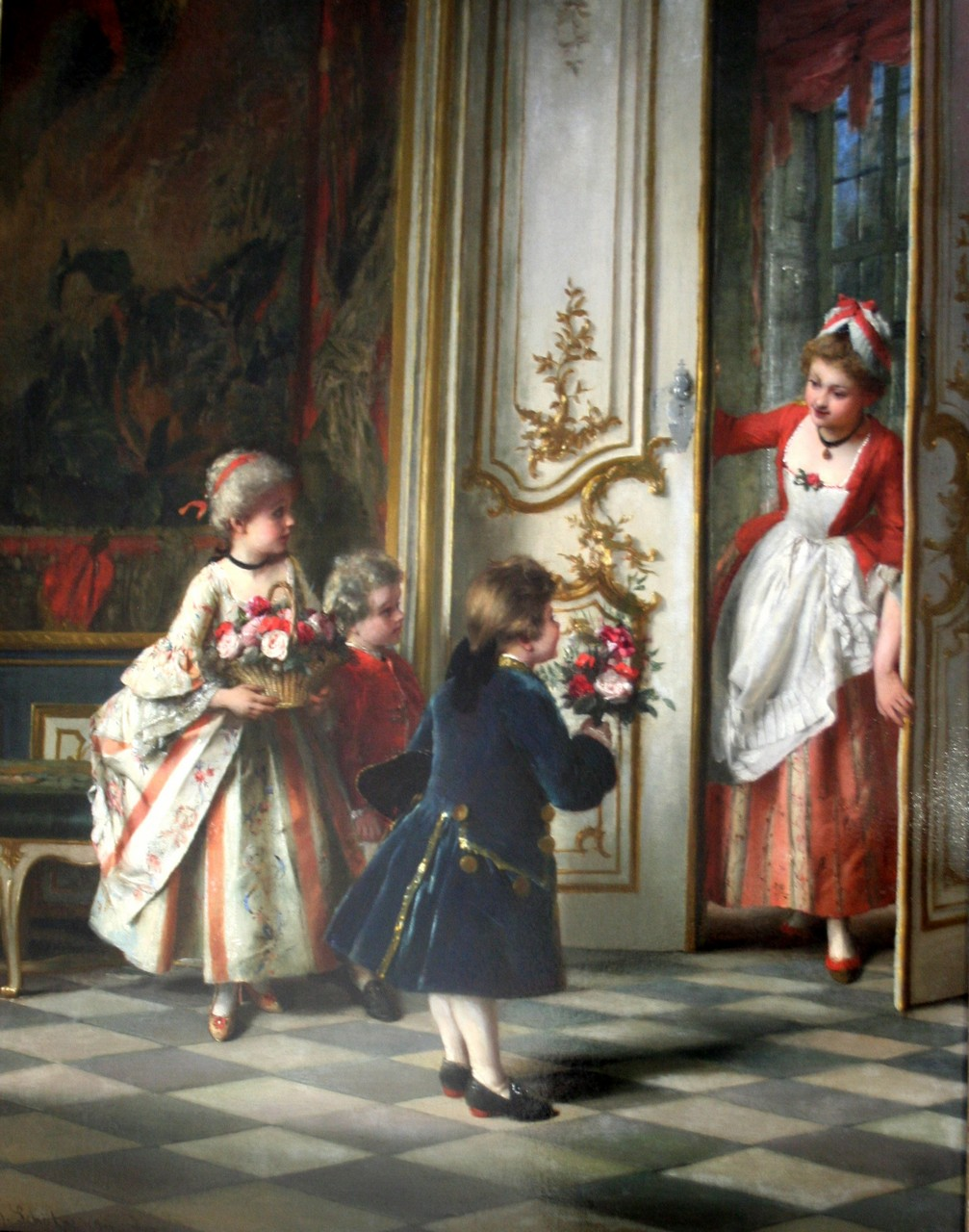
Enfants offrant un bouquet de fleurs et une composition florale dans un panier
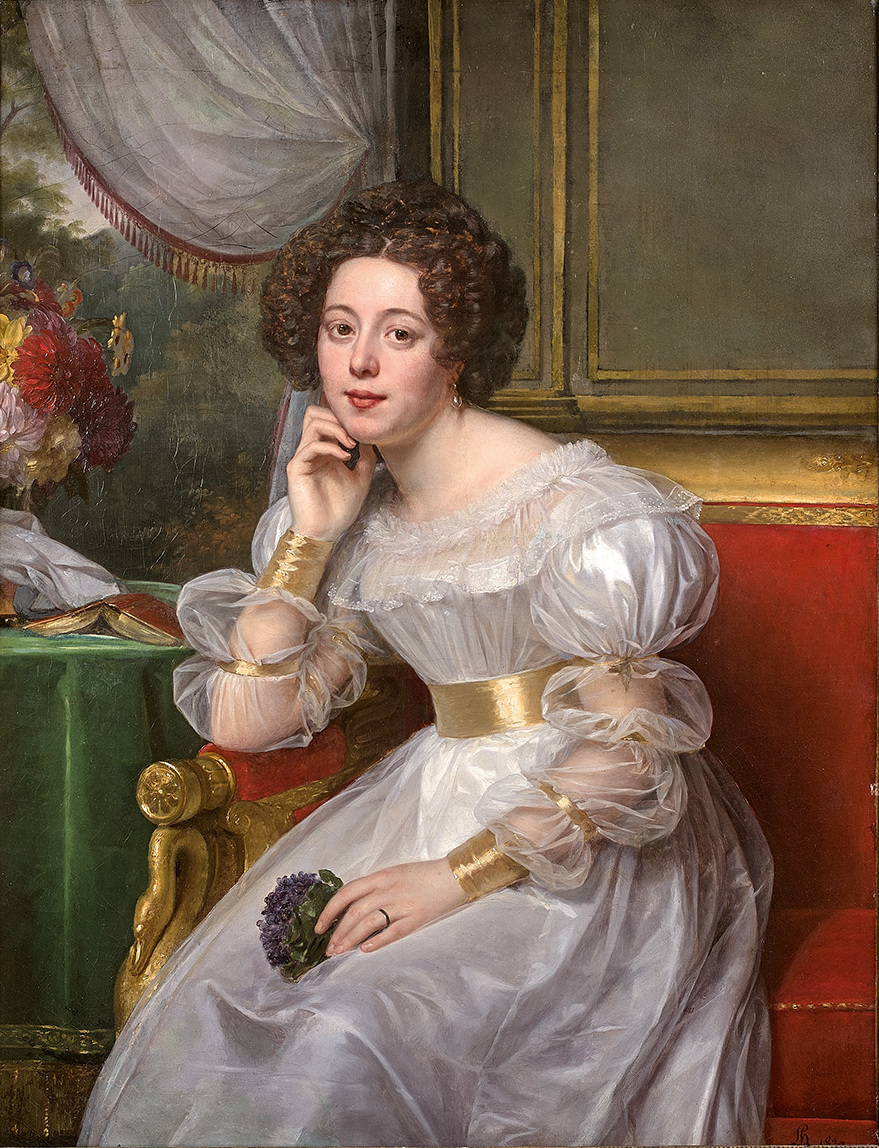
Bouquet de violettes en parure, symbole de modestie et d'amour secret
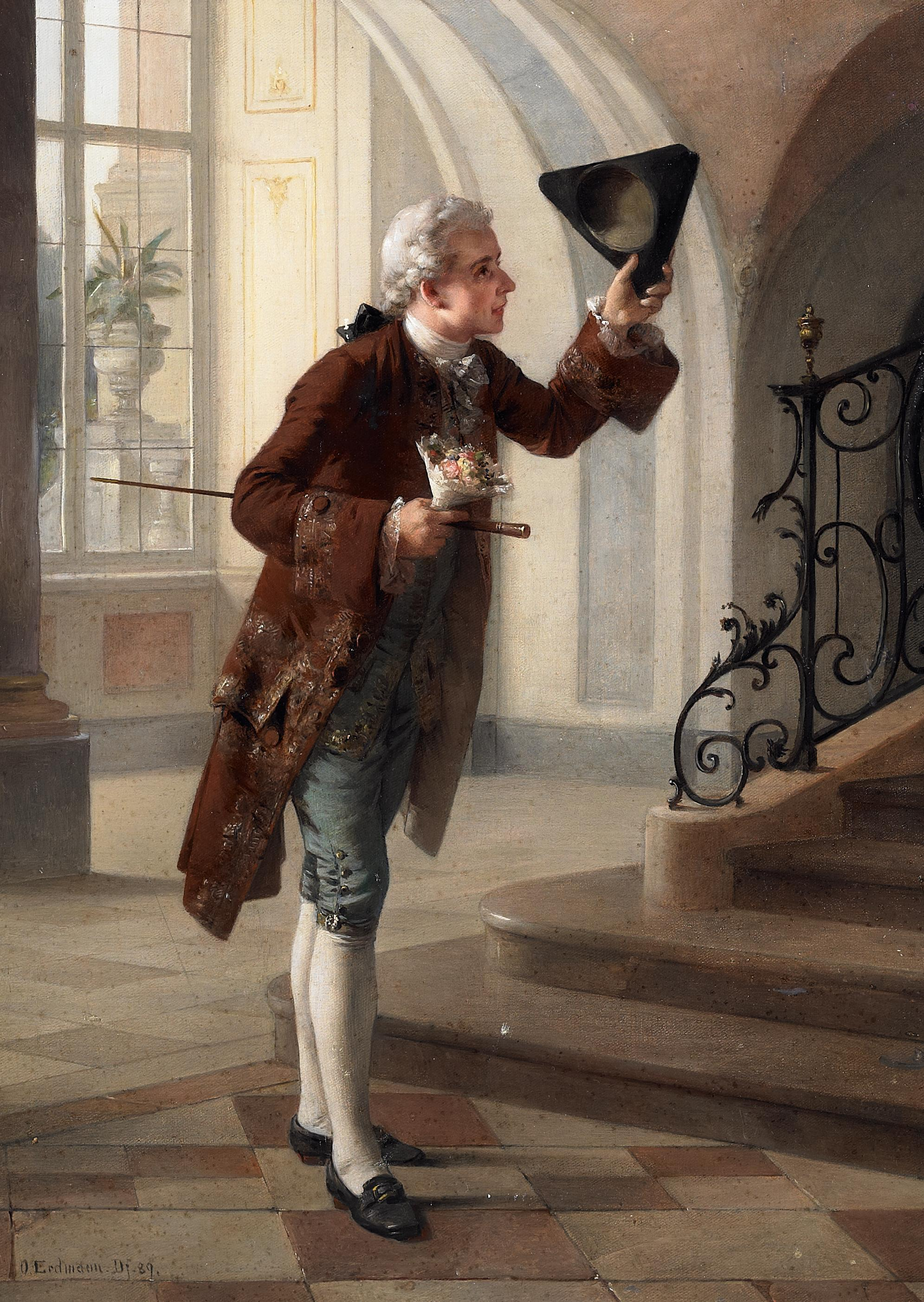
Bouquet d'amoureux
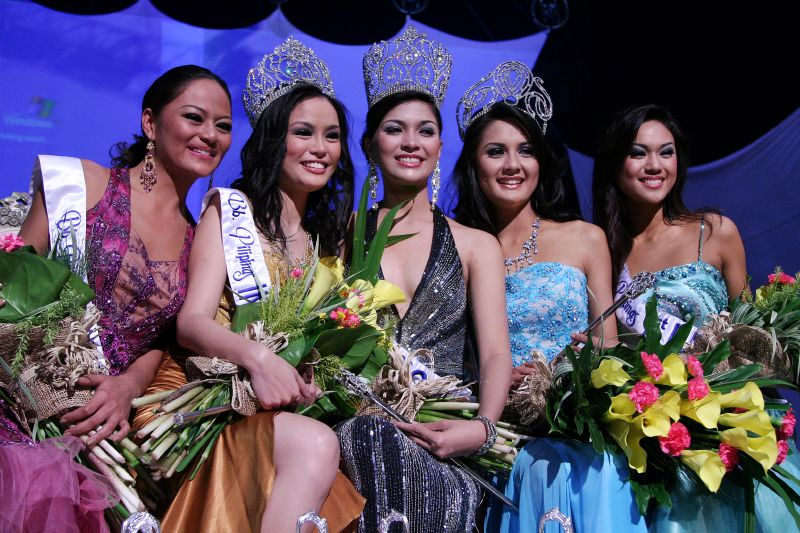
Bouquet de scène
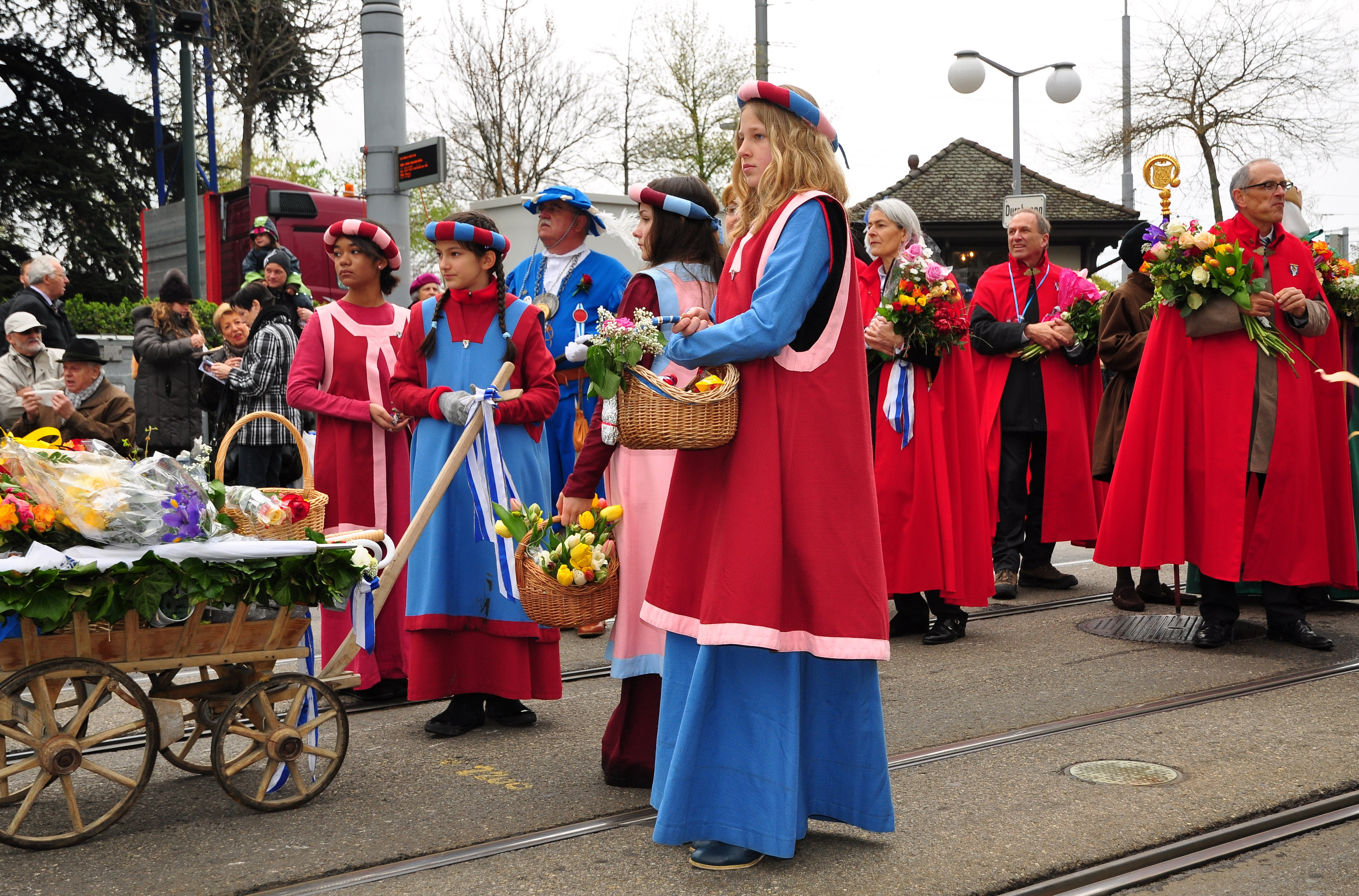
Bouquets festifs
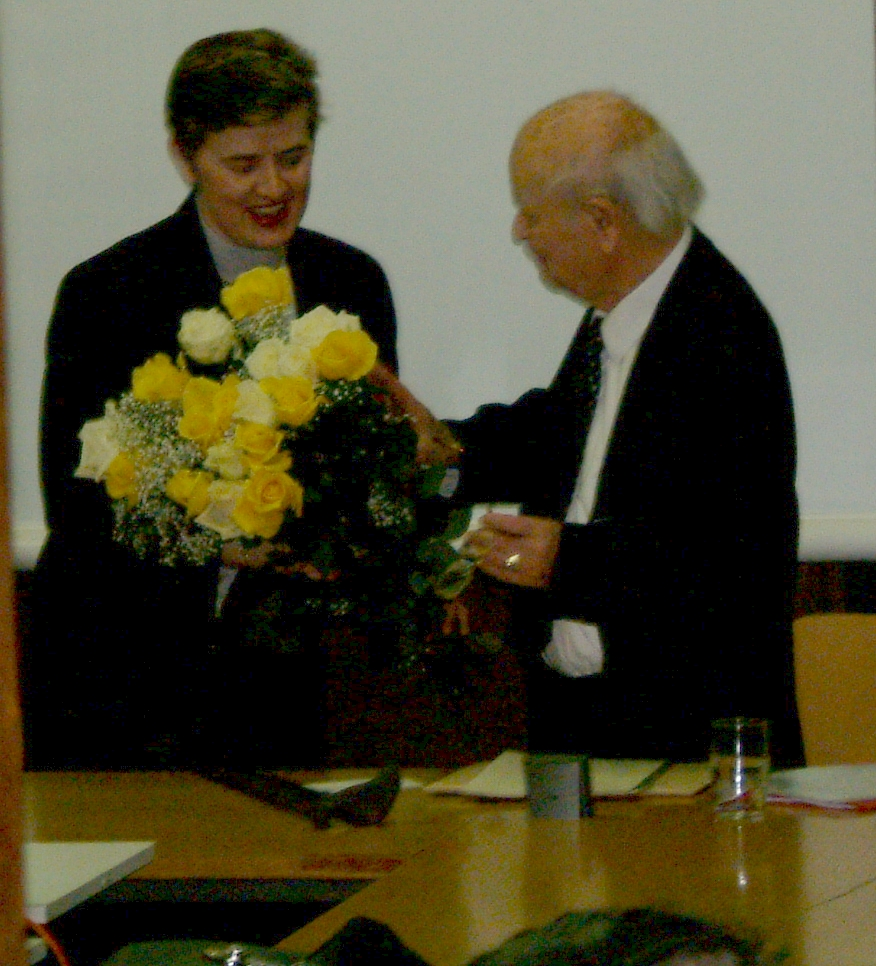
Bouquet d'hommage officiel
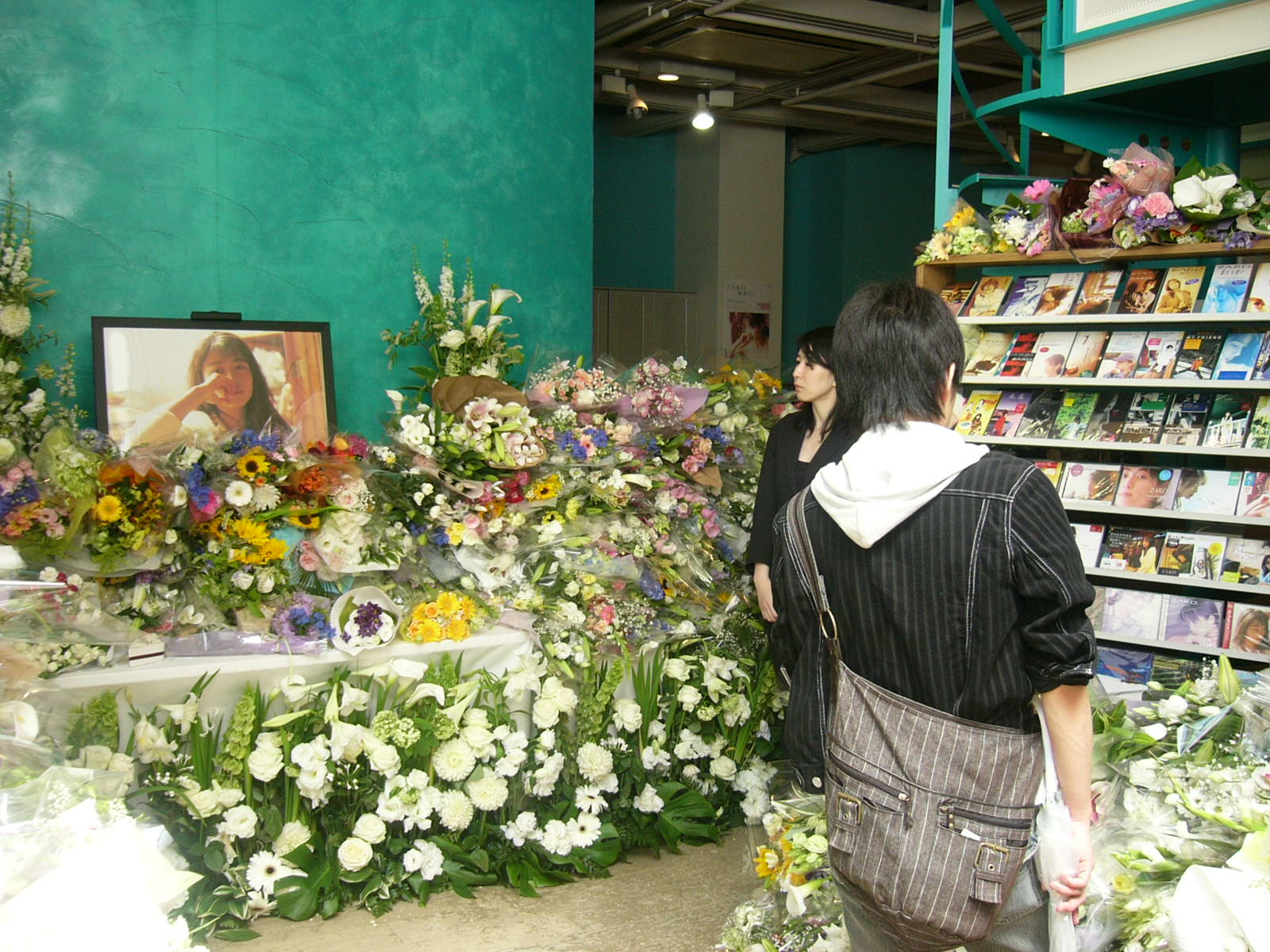
Table de commémoration couverte de bouquets de fleurs, Japon
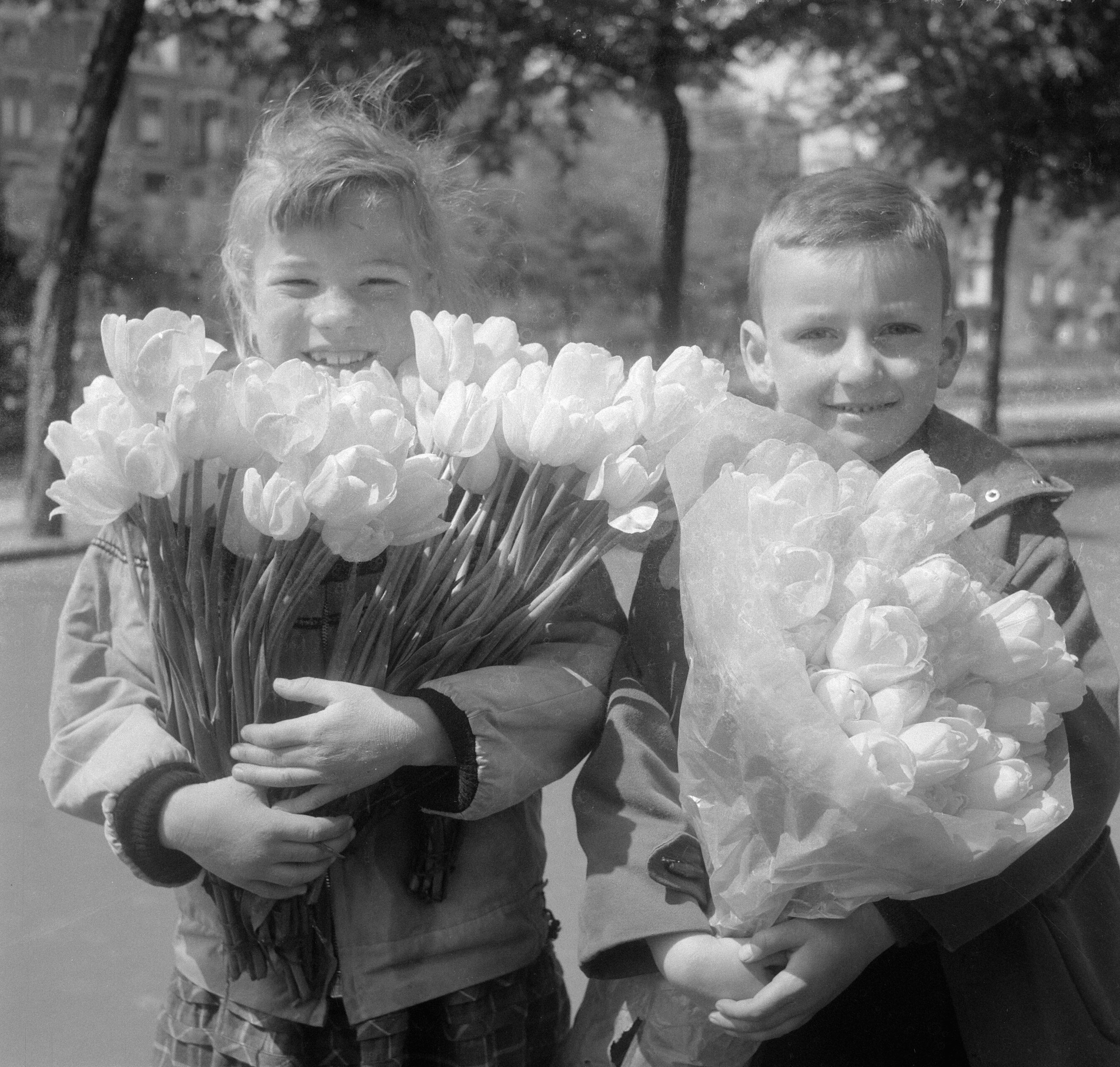
Enfants avec brassée et bouquet de tulipes pour la fête des Mères (archives nationales, Pays-Bas, 1957)

#### Mariage

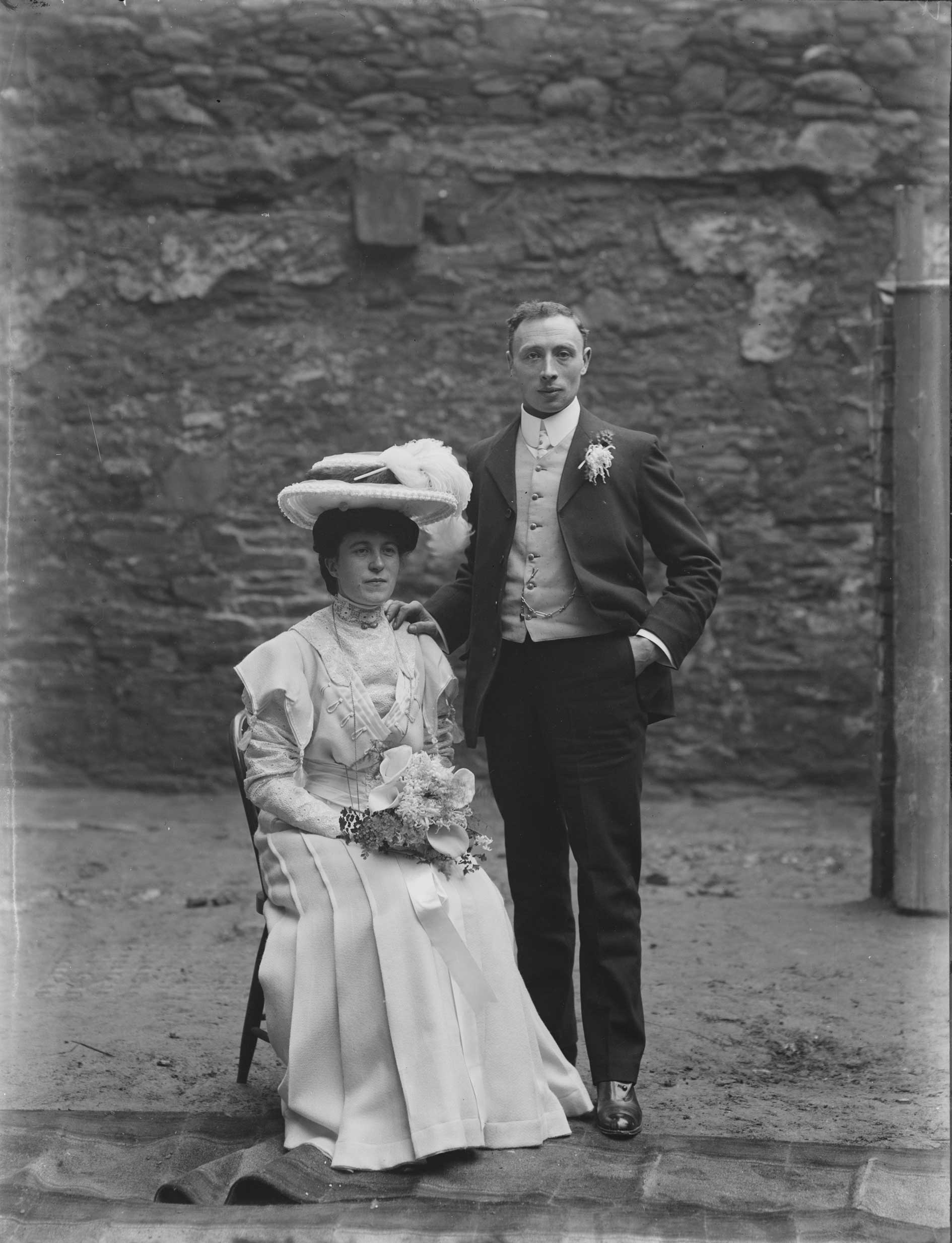
Mariage avec bouquet pour la mariée et boutonnière pour le marié, Irlande, 1908
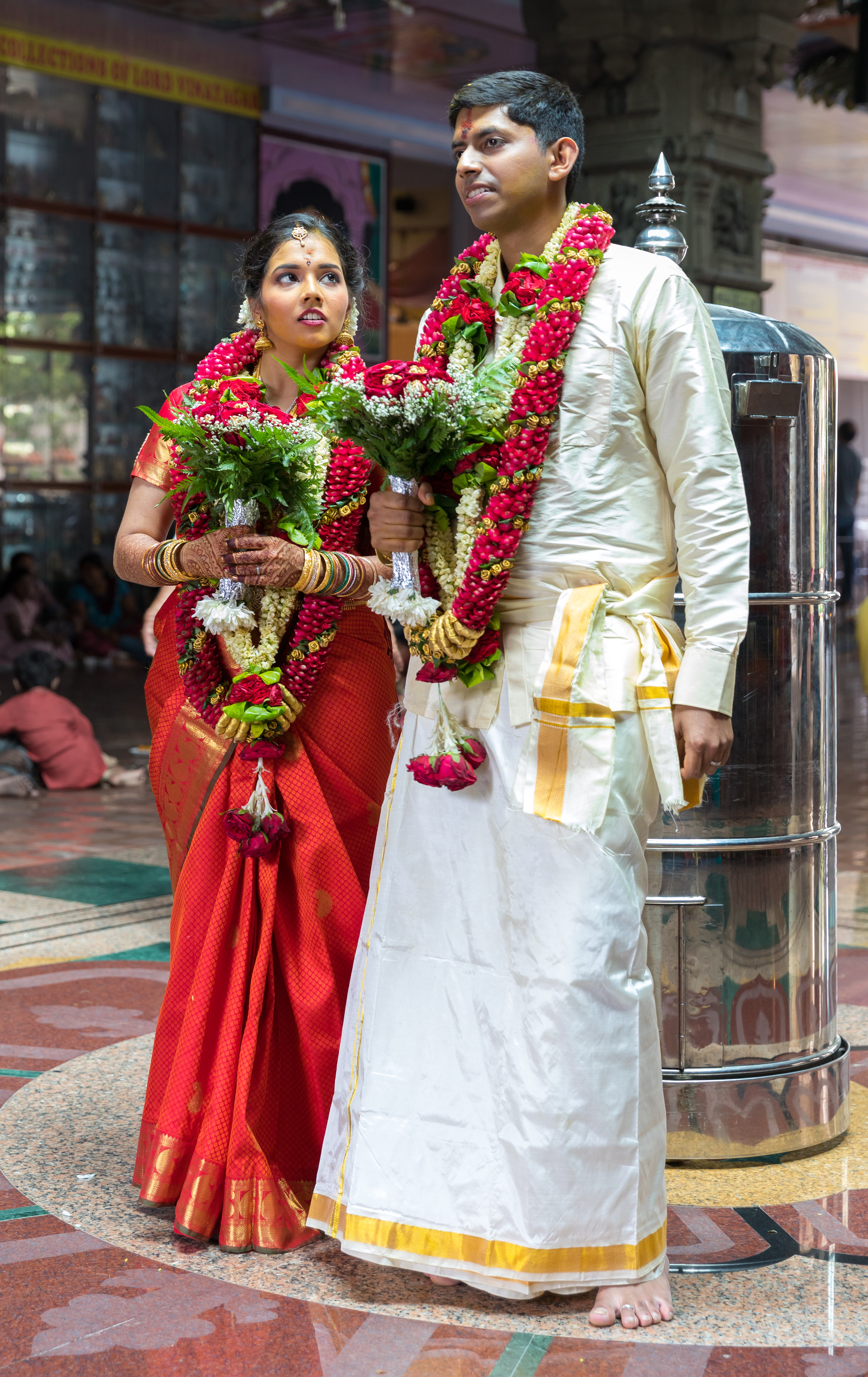
Mariés avec bouquets et colliers de fleurs, Singapour, 2018
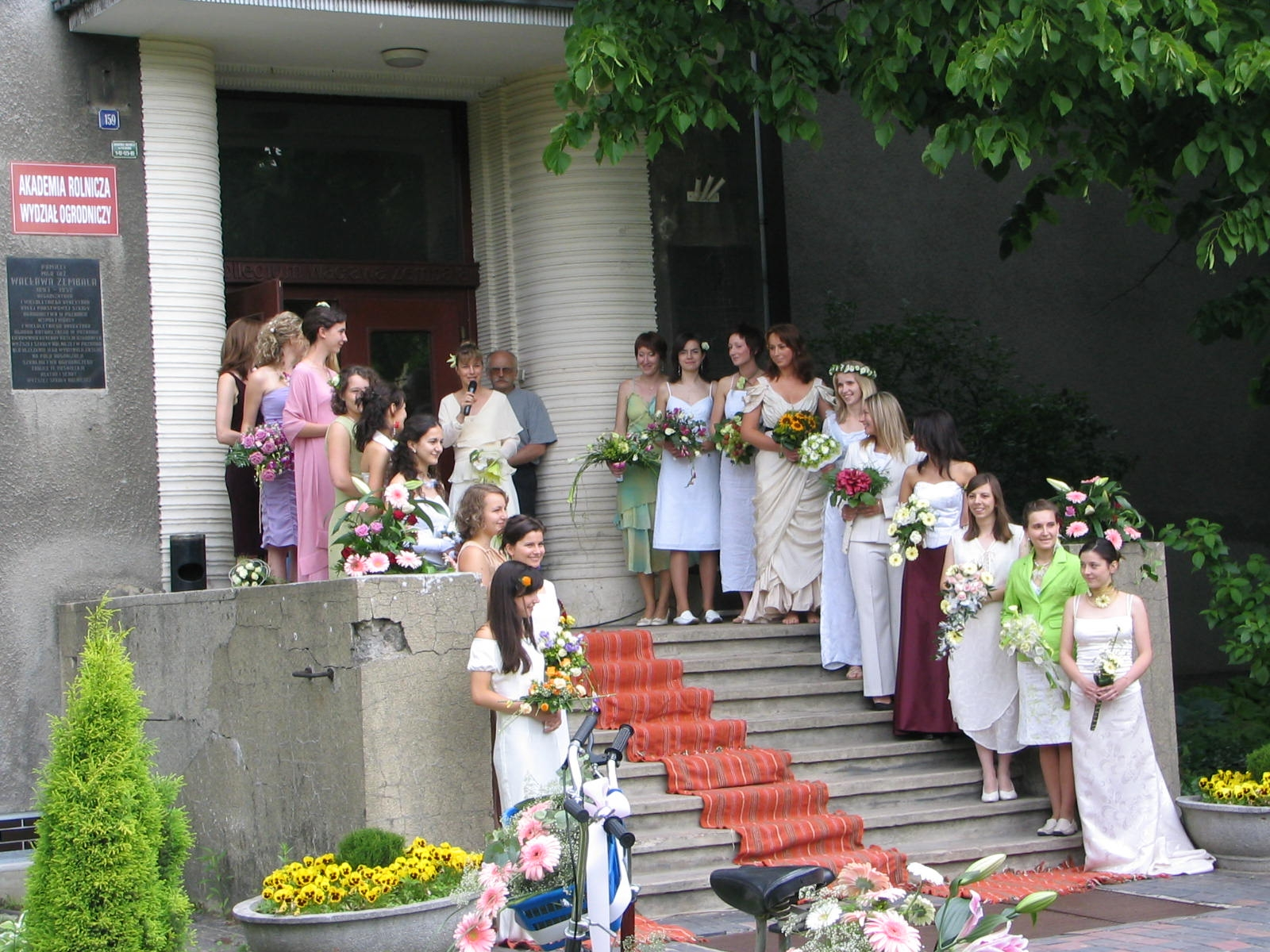
Bouquets de mariage, faculté d'horticulture en Pologne, 2005
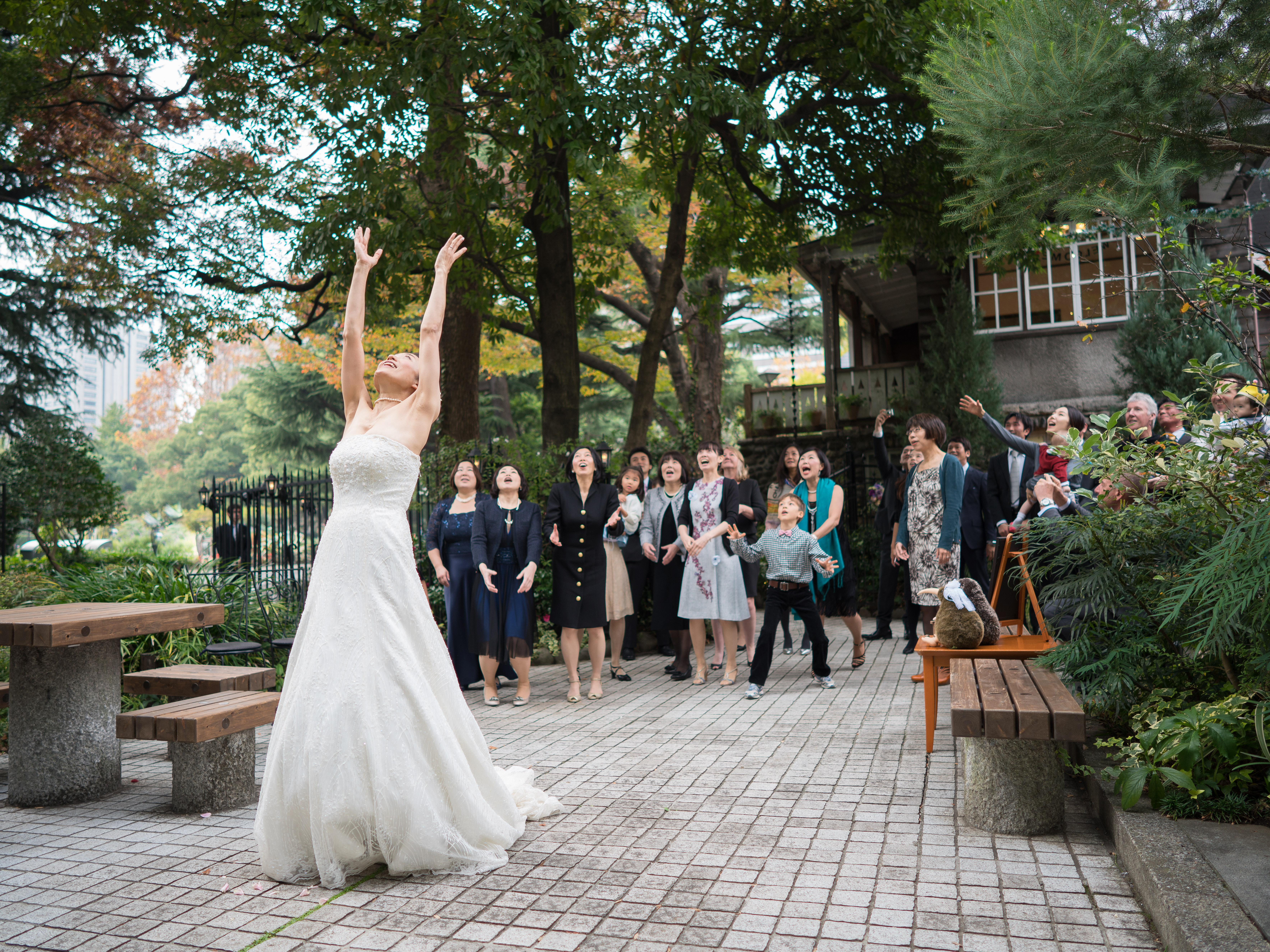
Lancement du bouquet de la mariée
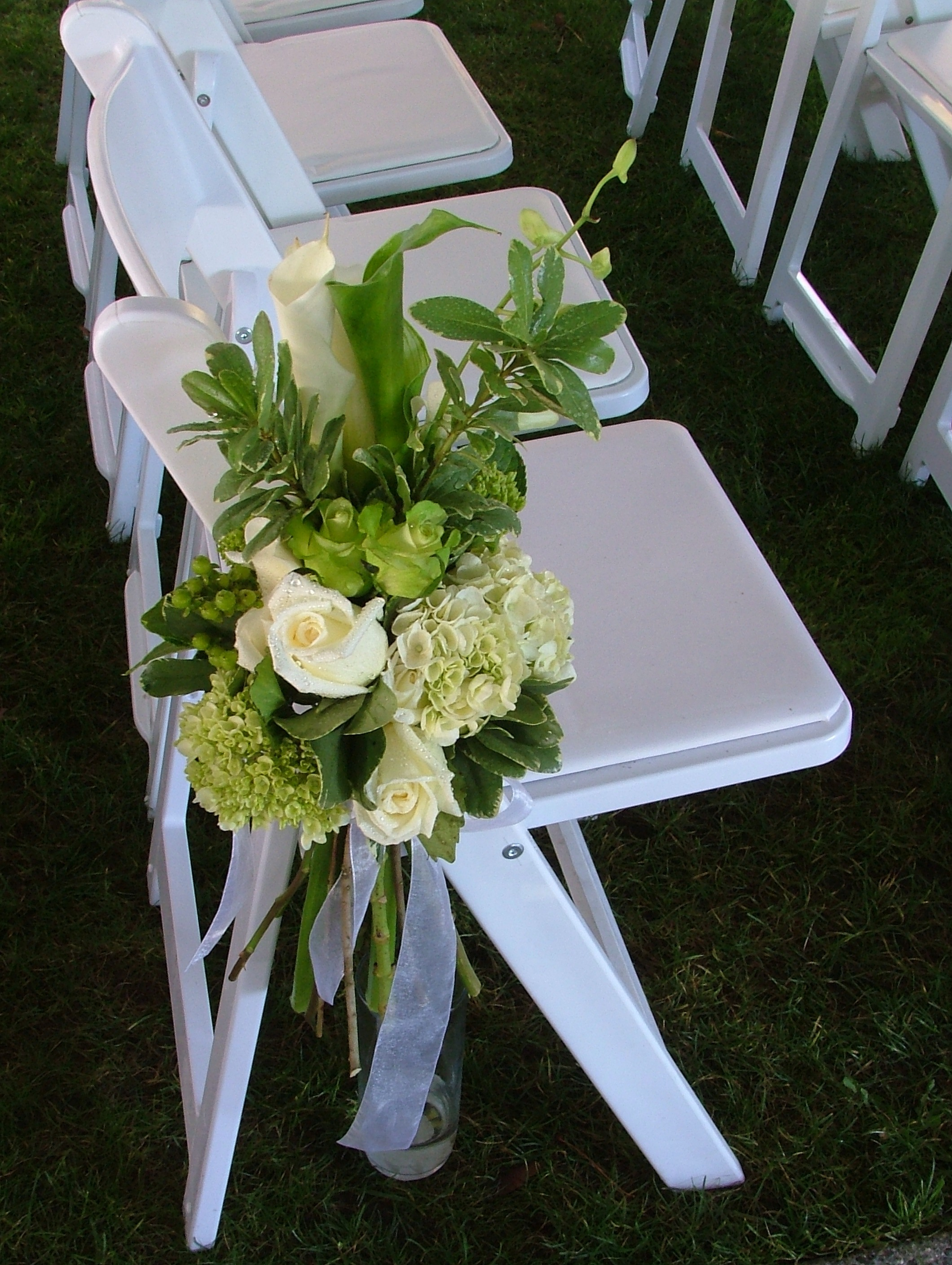
Bouquet décoratif
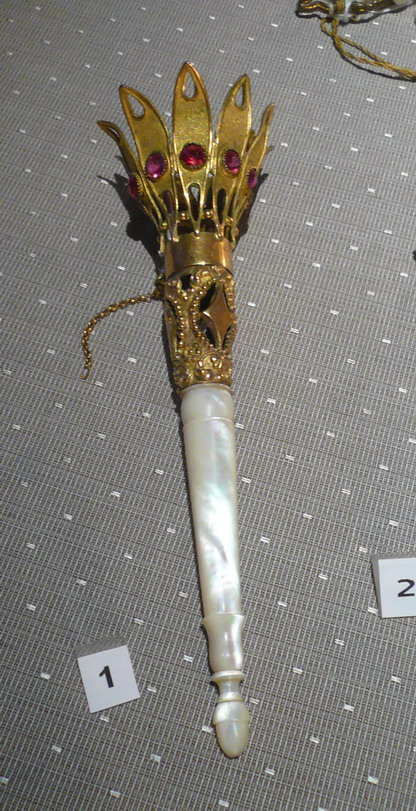
Porte bouquet
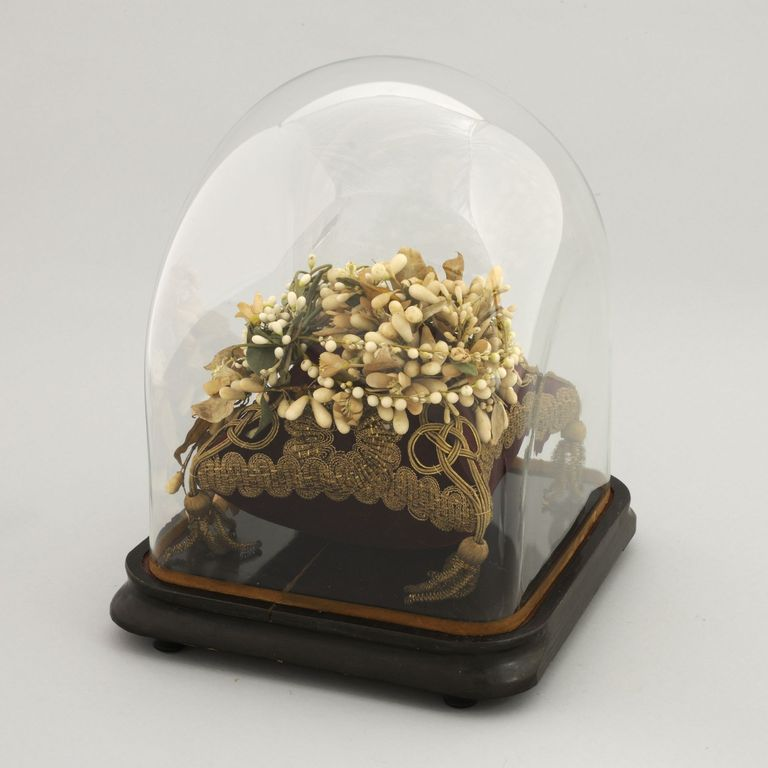
Bouquet et couronne de mariée, sous globe
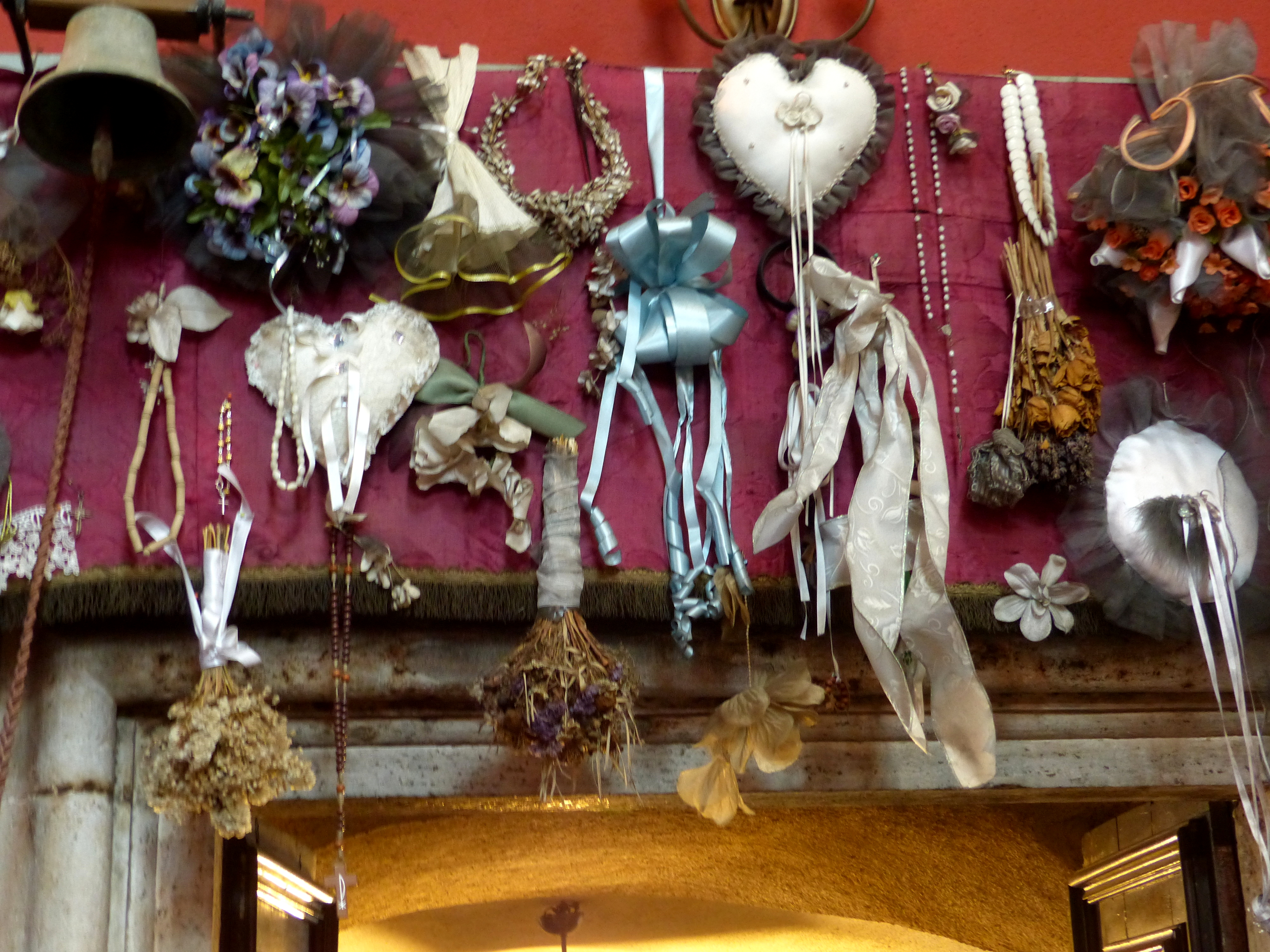
Bouquets de mariage votifs

### Bouquets artificiels

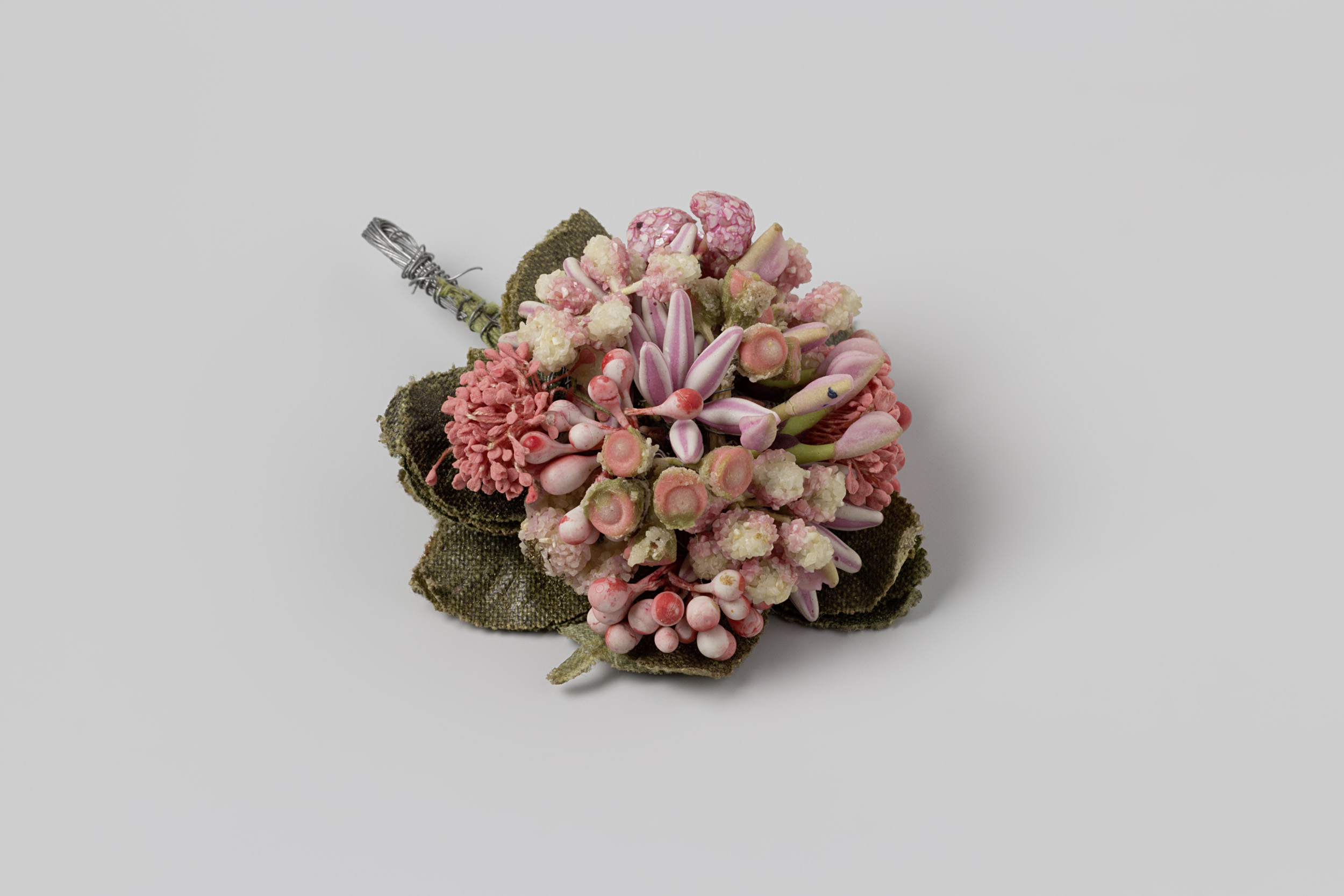
Bouquet de corsage, artificiel
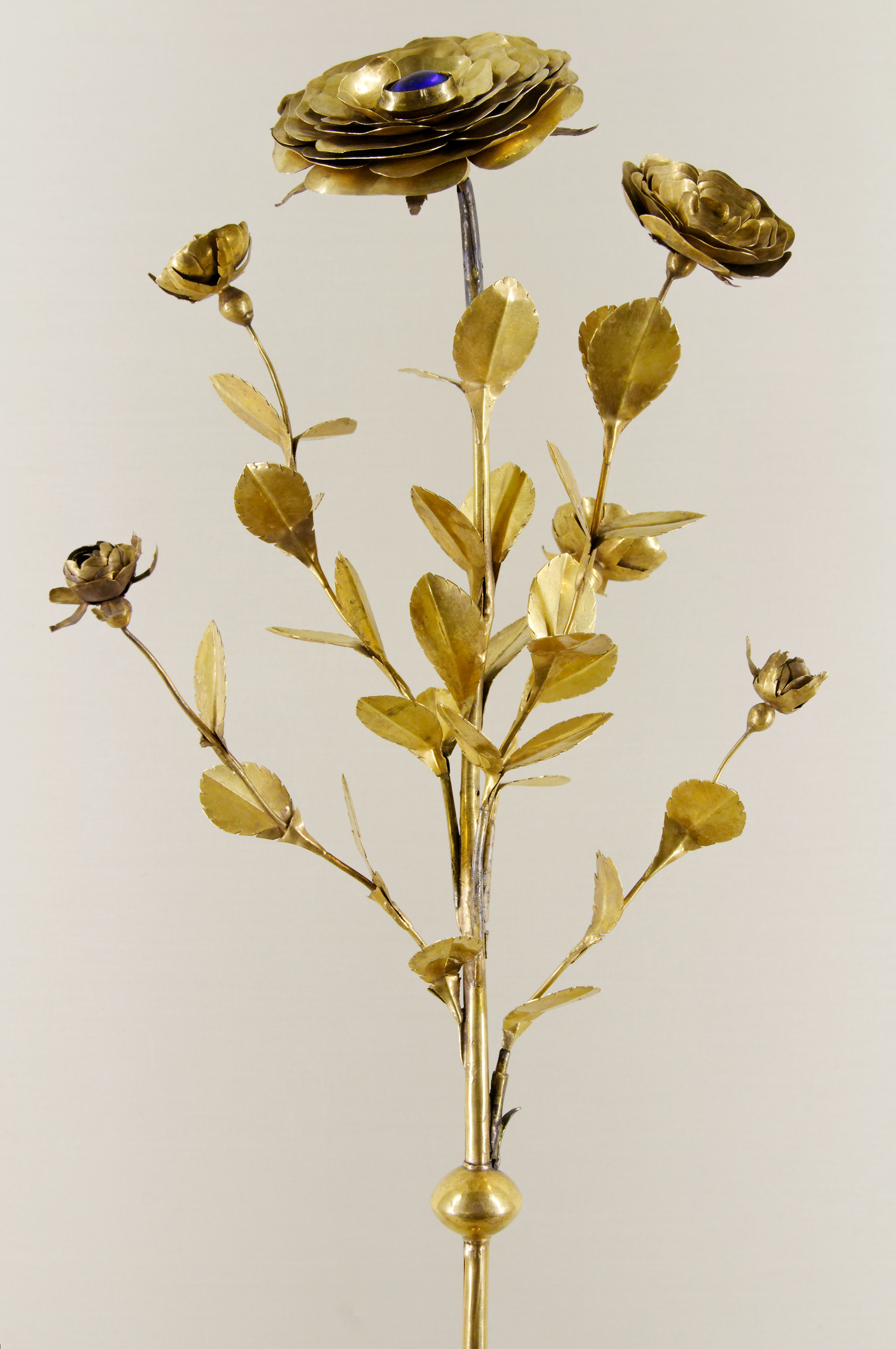
Rose d'or
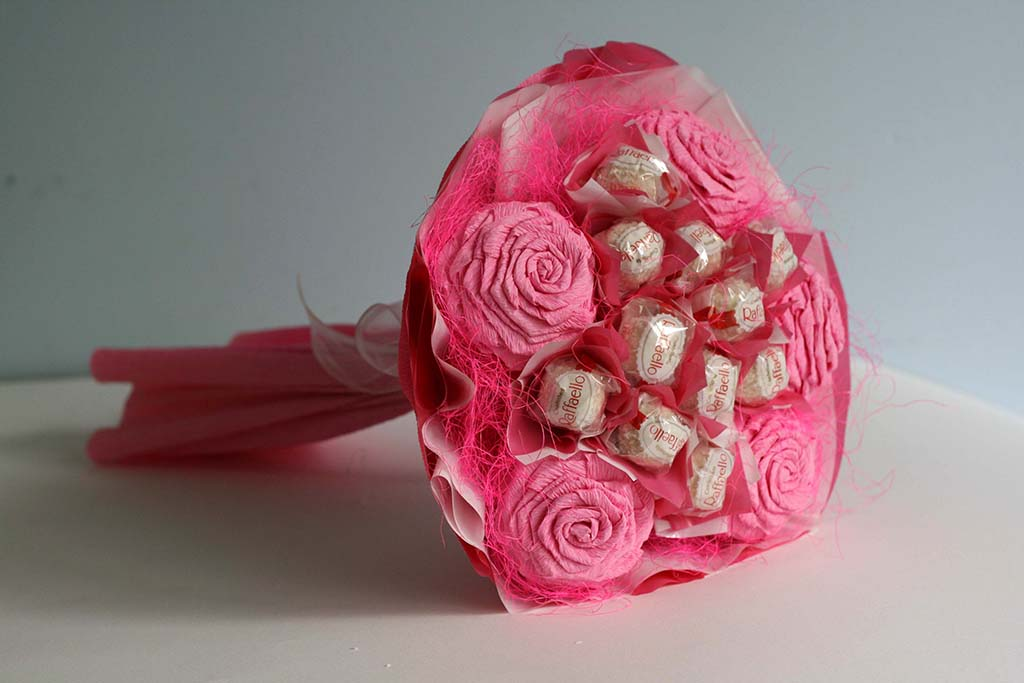
Bouquet comestible
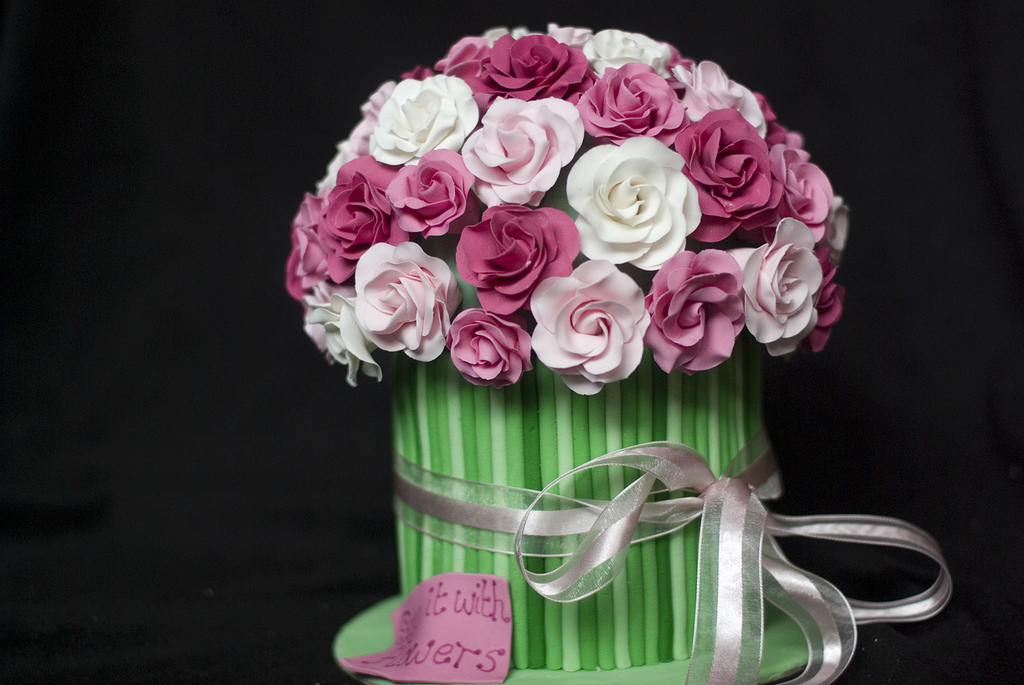
Gâteau en forme de bouquet

### Bouquets dans l'art

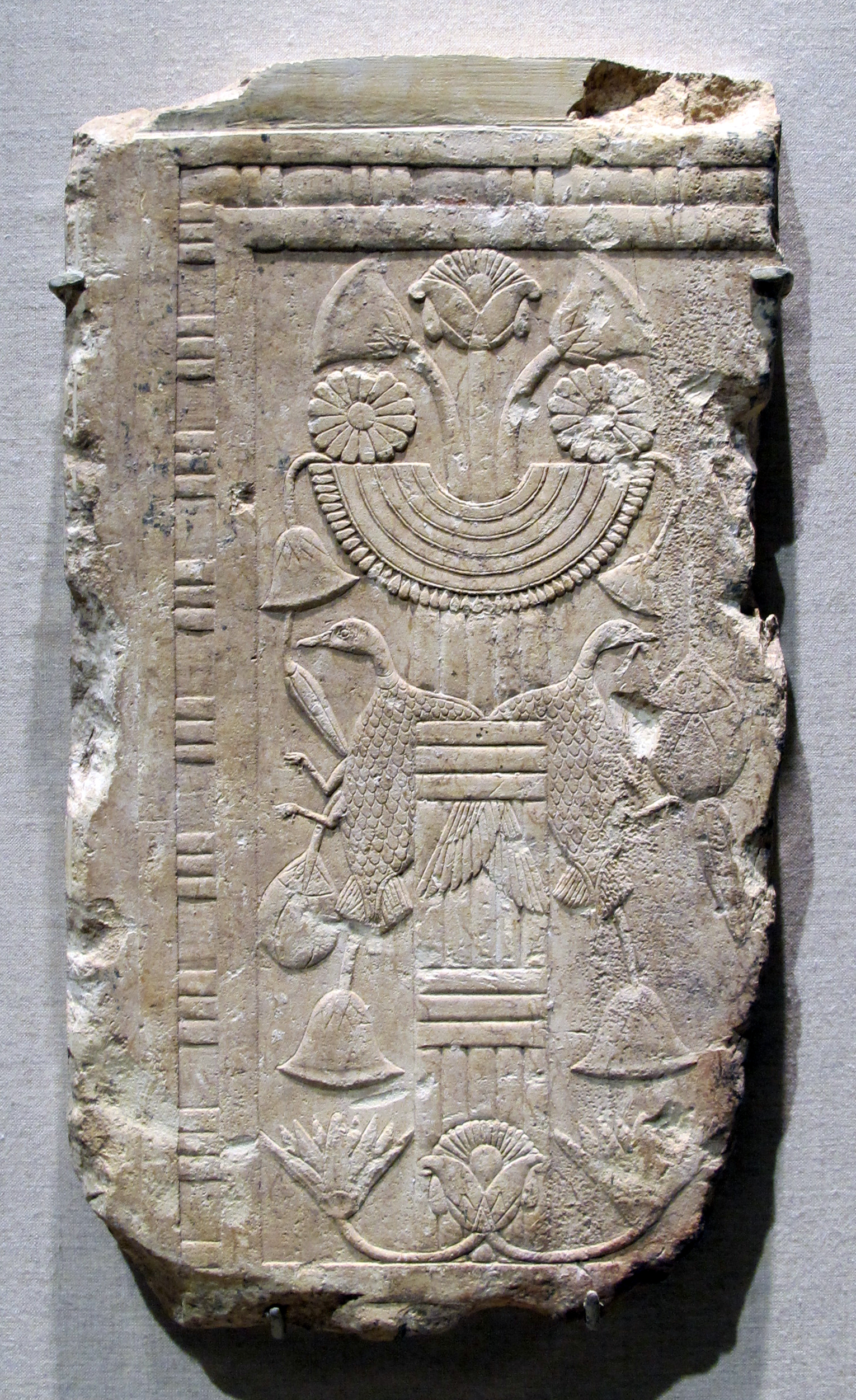
Bouquet de lotus, fleurs et canards (Égypte antique), bas-relief, Brooklyn Museum.
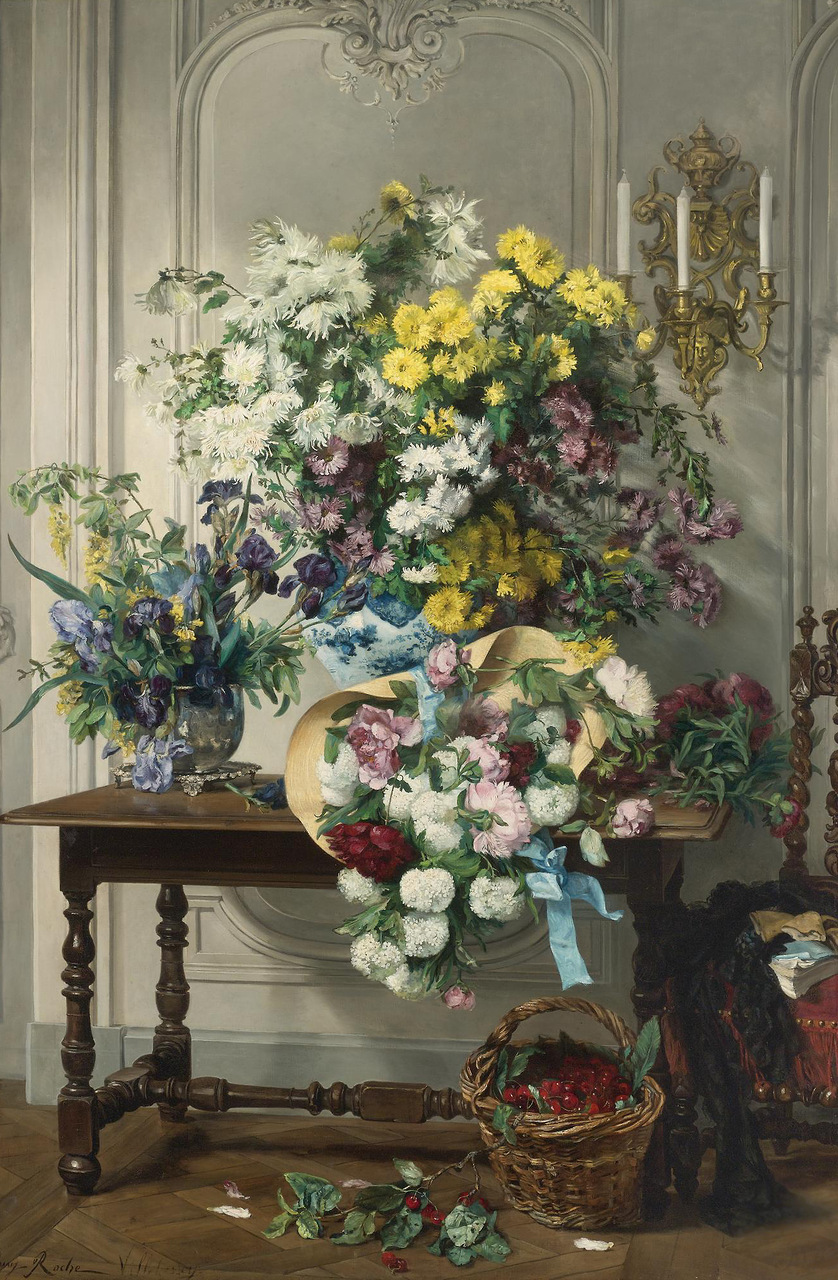
Nature morte avec des fleurs (vers 1890), Jenny Villebesseyx.
- Quel mazzolin di fiori (Ce bouquet de fleurs en français, 1904), chanson populaire italienne.

- Bouquet of Tulips, sculpture de l'artiste Jeff Koons située dans les jardins des Champs-Élysées, inaugurée le 4 octobre 2019 à Paris.